# バイオハザード6
『バイオハザード6』（バイオハザードシックス、BIOHAZARD 6、欧米では: Resident Evil 6）は、カプコンより発売されたPlayStation 3、Xbox 360、Windows、PlayStation 4、Xbox One、Nintendo Switch用ゲームソフト。バイオハザードシリーズの第8作目(メインタイトル)にあたる。

## 概要
バイオハザードシリーズとしては、2012年発売の『バイオハザード リベレーションズ』より約8ヶ月振りとなり、ナンバリングとしては、2009年発売の『バイオハザード5』(以降、『5』)以来、約3年半振りとなる。
2012年1月20日にティーザーサイトがオープンし、1stトレーラーにおいて同年11月22日発売予定と発表されたが、4月11日に10月4日への発売日変更が発表された。それに合わせて、2ndトレーラーでは発売日の数字が変化する演出が取り入れられている。
Windows版は最大で「2560×1600」の高解像度のグラフィック出力が可能となった他、新要素としてコンシューマ版よりも多数の敵が登場する「ザ・マーセナリーズ アンリミテッド」が収録されている。プレイにはSteamのアカウントが必要。また、一部対象のグラフィックボードにクーポンがバンドルされており、無料でダウンロードが可能。ダウンロード期限は2014年5月31日までで、各種ダウンロードコンテンツは含まれない。
本作では後述のように世界各地でのバイオテロが展開、武装兵の他に避難民やテレビ局など民間人の「エキストラ」が登場し、過去作以上の臨場感を実現している。また、操作するキャラクターのエフェクトや演出にも、汗の描写や、埃汚れの描写、着用している服が濡れる描写など、細かな演出も盛り込まれている。
本作における舞台は中国の沿岸部にある街を舞台としており、時系列としては『5』での事件から3年～4年後の2012年12月24日から2013年7月1日となっており、クリス・レッドフィールド、レオン・S・ケネディ、ジェイク・ミューラー、エイダ・ウォン等の複数の人物が主人公となっており、同じ舞台、同じ事件と時間軸の中でそれぞれの主人公の目線でのストーリーが展開していく形となる。そのため、実質的なストーリーの長さは、かなり長い部類に相当する。『バイオハザード』以来の、発売当時(2012年10月)以降の近未来(2012年12月以降)を舞台にした作品でもある。
発売と前後して、『週刊少年チャンピオン』にて本作の物語に繋がる公式連動漫画『バイオハザード〜マルハワデザイア〜』が連載された。

### 体験版
同年5月24日に発売された『ドラゴンズドグマ』では、本作の体験版を先行ダウンロード出来るコードが数量限定で同梱され、Xbox 360版では、2012年7月3日よりXbox LIVE マーケットプレースにて、PS3版では、9月4日よりPlayStation Storeにて、それぞれダウンロード開始。通常配信用の体験版は9月18日にPS3、Xbox 360で同時配信された。こちらは先行配信用の体験版とは内容が異なるものになっている。

### バイオハザード6 スペシャルパッケージ
3,990円に値下げした廉価版。2013年8月8日発売。紙製のケースに、通常版『バイオハザード6』のパッケージと特典の「スペシャル映像DVD」、全てのダウンロードコンテンツがダウンロードできるプロダクトコード（有効期限は2013年12月31日）が同封される。
また、PlayStation Storeにて全てのダウンロードコンテンツが適用済みの『バイオハザード6 DLC All-In Package』が3,600円で配信（2014年1月6日までの期間限定）されているが、こちらにはスペシャル映像DVDのコンテンツは含まれない。

## あらすじ

### オープニング
ウイルスの流出によって10万人を超える人命が失われたラクーンシティでの惨劇、通称『ラクーン事件』から15年もの歳月が流れた、2013年6月。中国の都市『達芝 (ターチィ)』を史上最悪のバイオテロが襲い、全世界が震撼することとなった。新型ウイルス兵器C-ウィルスによって人々が次々と異形の怪物と化し、かつての家族や友人に牙をむき出しにする…そんな地獄の中、傷ついた女性を守り1人奮闘する男がいた。
“アメリカ人である彼がなぜここにいるのか。誰が、一体何のために、この惨劇を引き起こしたのか。そしてC-ウィルスとは何か？”
謎への解答は半年前の2012年12月『イドニア共和国』で起きた内戦。新たな人類の脅威ジュアヴォが跋扈する戦地で、まだ互いの名前も、その因縁も知らずにいた2人の男性の邂逅から始まることになる。

### レオン編ストーリー
2013年6月29日、アメリカ。
ラクーンシティを壊滅させたバイオハザードから15年もの月日が流れていた。アメリカ合衆国大統領アダム・ベンフォードは、世界中を脅威にさらし続けるバイオテロに歯止めをかけるべく、ここトールオークス市の大学でラクーン事件の真相の公表を決意する。その傍らには彼の友人であり、事件の生還者でもある大統領直轄のエージェント、レオン・S・ケネディの姿もあった。
ところが講演当日、これを阻むかのように会場で大規模なバイオテロが発生。レオンは苦渋の選択の末にゾンビと成り果てた大統領を射殺してしまう。そして、その場にいた同僚のヘレナ・ハーパーから「自分がバイオテロを実行したこと」「全ての真実は教会にある」「本当の元凶はあなたも知っている」という意味深な言葉を告げられる。
彼女の言葉に疑念を抱きながらもその言葉に従い、静まり返った構内を進んでいくレオン。イングリッド・ハニガンのサポートを受けつつ、度重なるゾンビの襲撃を退け、時には街の生存者と共闘しながらも突き進んで行き、ついにヘレナの言っていた教会に到着する。中にはレオンと同じくバイオテロの脅威から辛くも逃れた生存者が何人もいた。
教会に入り、奥の祭壇に目を向けると、ヘレナが「前の時は開いていた」と言い出す。苦労の末、二人は仕掛けを解き、台座の隠し通路を開くことに成功した。だが、その奥から醜悪な姿をした怪物が姿を現す。生存者の一人の男がその化け物に恐れをなして発砲するも、その化け物は青いガスを放ってきた。ガスを吸い込みもだえ苦しむ男に別の生存者が駆け寄ると、男は突如として襲いかかった。彼はあの青いガスを吸い込んだがためにゾンビとなってしまったのである。　「あれが今回の惨事の元凶か!」そう確信した二人は銃口を怪物に向け、戦いを挑む。青いガスを放つ怪物に苦戦を強いられながらもどうにか倒し、二人は大きく口を開けた地下への入り口、カタコンベの奥へと突入していった。
「そろそろ種明かしをしてくれ。」と問うレオンをヘレナは「今言っても、あなたは信じてくれない。けど、あの子を見つけられたら、信じてもらえる。もう少し待って。」とはぐらかし、なかなか真相を明かそうとしない。次第に苛立ちを隠せなくなってくるレオン。そうこうしている内に、二人は地下研究施設の深奥部に辿り着いた。が、そこでかつてレオンがラクーンシティや南欧のとある村で邂逅した女性エイダ・ウォンが奇妙な茶色い粘液に包まれた物体から生まれ出てくる映像を目にする。驚愕しながらも「これがお前の言う真実か？」とレオンが問うと、ヘレナは「違う。」と彼女自身も驚愕を隠せない様子で否定した。疑問と謎が深まる中、さらに地下深くへ進むと一人の女性が倒れていた。「デボラ!」と叫びながら、駆け寄るヘレナ。レオンも「一体何がどうなってる？」と問うがヘレナは「ここから脱出したら、全てを話す。約束するわ。」と頑なに話すことを拒む。レオンは一先ず彼女らを庇いながら脱出ルートを目指すが、途中、デボラと呼ばれた女性は苦しみだし、全身から発火、映像でみたような茶色い粘液に瞬く間に包まれて固まってしまう。悲しみにくれるヘレナだったが、その茶色い物体が突如ひび割れ、中から人型の異形が出現。動揺する二人だったが、直後、一本の矢がその異形の頭部に命中して突き立った。矢が放たれた方向を見やるとエイダ・ウォンが歩み寄ってきていた。先程の映像のことを思い出し混乱した様子のレオンに、「化け物でも見たような目ね。」と言うエイダ。事の真意を問うレオンに「色々あって、複雑なの。」と彼女は返した。二人がそんなやり取りをしている最中、先程エイダが射抜いた異形が復活し、三人に攻撃を仕掛ける。その怪物はかつてのデボラの姿そのものをしていただけに倒すのを躊躇するヘレナだったが、最終的には敵を取る事を誓い、苦渋の結論の末に止めを差した。そしてヘレナは、自身が合衆国大統領補佐官のディレック・C・シモンズに妹のデボラを人質にされ、バイオテロの片棒を無理矢理に担がされた事を二人に明かす。それを聞き、驚愕した様子のレオンに、エイダは「話すと長いわ。相手はこのアメリカを作り、牛耳っている連中で、上手く立ち回らないと危険よ。」と忠告してその場を去った。連絡を取ってきたハニガンに、レオンはシモンズのことを伝えることで注意を促そうとしたが、横から入ってきたシモンズから、レオンとヘレナ共々、大統領殺害と、今回のバイオテロの容疑を掛けられてしまう。
事のいきさつを知ったレオンはヘレナに対する認識を改め、シモンズを追求するため、カタコンベから紆余曲折の末に脱出。その直後、トールオークスの町が爆撃機によって爆破、抹消される瞬間を目撃する。直後にハニガンに連絡を取ったレオンはハニガンからシモンズが緊急事態の為に中国に飛び立った事を知る。そこでレオンはトールオークスの爆撃を利用して自分たち二人の偽装死にするよう、依頼、困惑しながらも了解したハニガンに中国へ行くことを告げたのだった。
翌日の6月30日、準備を整え、飛行機に乗り込んで中国へと向かった二人だが、二人の追跡を知ったシモンズが送り込んだ、トールオークスで対峙した者と同形のB.O.W.に襲撃され、機内はB.O.W.によってバイオハザードが発生、乗っていた乗客がゾンビに変貌した。辛くもどうにか撃退したが、B.O.W.との戦闘の影響で飛行機は墜落の危機に瀕していた。レオンがハニガンのサポートを受けてどうにか操作しようと奮闘するも虚しく、飛行機は市街地に墜落してしまう。が、幸い、レオンとヘレナは無傷で事なきを得る。その直後に男と行動を共にする同じく合衆国エージェントのシェリー・バーキンと遭遇、シモンズを追ってここにやって来たことを告げ、シェリーがシモンズの直属の部下として活動していたことが分かる。居場所を聞き出そうとした途中、先程とは別のB.O.W.に襲撃を受けるも、4人で団結して退かせ、改めてシェリーからシモンズの居場所を聞き出すと、道中でとある研究所へと向かう。そこでエイダと再会したレオンは彼女を狙っている存在がいることに気付く。彼女を追跡し、銃口を向ける人物に格闘戦をしかけ、互いに銃口を向け合うと、その相手はクリス・レッドフィールドであった。クリスはエイダがこのテロの首謀者であると告げるが、レオンはそのテロの証人となると答え、シモンズがテロの首謀者であると語る。これを聞き、エイダに仲間を殺され、怒りを隠せないクリスにレオンは「互いの目的は同じ筈だ。違うか？」と諭して冷静さを取り戻させると、クリスは引き続き、エイダを追跡することを告げ、レオンはシモンズの追跡を改めてクリスから託され、互いにその場を後にし、遂にシモンズのもとへ辿り着く。そのすぐ後にシェリーと先程の男、ジェイク・ミューラーも辿り着いた。シェリーの問いにシモンズは大統領殺害容疑を変わらずにレオン達に掛けつつも、「国家安定のため、ひいては世界の安定のためにやった」事を告げた。自身の犯行の揉み消しと口封じの為、部下に銃撃を命令し、殺害しようとするが、不意に一人のジュアヴォにアンプルを首筋に打たれてしまう。それに気付いた部下が直ぐ様ジュアヴォを始末したが、時既に遅く、アンプルの中身はシモンズの体内に注入された後であった。シモンズはふらつきながら退却しようとするが、近くに通り掛かった電車の屋根に転落。レオンとヘレナもその後を追って電車に跳び移り再び対峙したが、シモンズが悶絶した後、全身が発火すると、同時に虎やライオンのような異形の獣の姿に変異する。ジュアヴォが打ち込んだのはCｰウィルスの入ったアンプルであった。電車の上と中を行き来しながら、レオンとヘレナは交戦し、シモンズを退けるが、その影響で電車は脱線する。
咄嗟に鉄橋から海に飛び込み、事なきを得、陸に上がり、B.S.A.A.に誘導され、街中を歩く人々を見てほっとしたのも束の間、ハニガンからシェリーとジェイクが誘拐された事を知らされる。レオンは近くで展開するB.S.A.A.に連絡を取るように言い、偶然クリスと通話できたが、クリスは彼等の居場所を知るや否や、大声で「逃げろ!」と警告した。その直後、海上から飛来したミサイルが街の上空で爆発、青いガスが瞬く間に街中に広がり、人々をゾンビに変え、地獄絵図に変貌させた。突如起こったバイオテロに見舞われ、大混乱に陥る街中を切り抜け、二人は街の中心に建つ高層ビル、クアッドタワーに辿り着く。そこで倒したはずのシモンズが再び姿を表す。同時にエイダもヘリコプターに乗ってレオン達の元へやってきた。エイダを見つけるなり、怒りを露にしたシモンズだが、その途中で再び変異を起こし、今度は巨大な肉食恐竜のような姿に変化する。3人は共同でシモンズを攻撃し、どうにか倒すことに成功する。エイダに導かれ、タワーの屋上に向かう二人だったが、道中でシモンズと交戦するエイダを見掛け、再び共闘して倒し、それぞれの目的のために別れるとレオンとヘレナはタワーの屋上に辿り着く。そこへまたしても、シモンズが先の恐竜よりも、更に巨大に変異した蝿のような虫の姿となって襲撃を仕掛けてくる。ゾンビを取り込み、無限に再生できるシモンズに苦戦しながらも、最終的に完全に撃破すると、エイダが用意したヘリコプターとシモンズの犯行の証拠を収めたデータを受け取ると、ヘレナと共に中国を脱出した。

### クリス編ストーリー
2013年6月29日、東欧。
とある酒場で、かつての記憶を失い荒れていた一人の男がいた。彼の名はクリス・レッドフィールド。そして彼を半年間探し続けていたという青年ピアーズ・ニヴァンスが彼の前に現れる。彼は国連管轄下の対バイオテロ組織『B.S.A.A.（Bioterrorism Security Assessment Alliance）』に所属し、そこがクリスの「帰る場所」であると語る。更に、彼は中国で起こっているバイオテロを写した写真を見せられるも、覚えていないとクリスは言う。それを聞いたピアーズは、さらに自身の部下だと言う人間の顔と名前も見せてきた。
堪らず目を背けたクリスだが、それを見たピアーズに「アンタは過去と向き合うべきだ。アンタが絶対忘れてはいけない人間だ。アンタを信じて死んでいった人間だ。現実に目を背けて逃げるな！“彼ら”の死をなかった事にするのか！」と一喝される。続けざまに見せられる名前と顔にクリスは思わずピアーズの手を払い除ける。「半年間、死に物狂いで探した結果が、これかよ！」怒りと呆れの態度で椅子にふんぞりがえるピアーズの腕をふとクリスが見つめる。上着の上腕にはB.S.A.A.の紋章があった。そこに書いてあるB.S.A.A.の文字を読み上げ、何かを感じた様子のクリスに、ピアーズは改めて「ここがアンタの帰るべき場所だ。引き摺ってでも連れ戻す」と告げ、そこにいた他の隊員達と共に立ち上がった。
2013年6月30日。
ピアーズから一喝を受けたクリスは「自分はいったい何から逃げていたのか？」と自問自答しながらも、失われた記憶を取り戻すため、B.S.A.A.隊長の職に復職し、国連高官救出の命を受けてバイオテロの真っただ中にある中国沿岸部の街『蘭祥（ランシャン）』へ赴くことにした。
そこでの任務の最中、彼の脳裏に、半年前のある街での任務、もだえ苦しむ男の光景、そしてある女の顔と名がよぎり、かつての記憶が鮮明に甦った。記憶を完全に取り戻したクリスは女がこの街にいるか否かを問いただし、ここからは自分が指揮するとピアーズに言い放つ。不安げに了解の返答をしたピアーズをよそにクリスは先頭を突き進んでいく。その女の名をつぶやき、その顔を脳裏に浮かべながら。

### ジェイク編ストーリー
2012年12月24日、東欧の紛争地域『イドニア共和国』。
反政府軍の傭兵ジェイク・ミューラーは、この日も過酷な戦場を駆け抜けていた。先の見えない泥沼のような戦況の最中、突如現れた素性の知れない女性から戦意高揚を謳う“栄養剤”が配布され、傭兵達は疑いもなくそれを投与する。ジェイクも例に漏れず、口笛を吹きながら投与。すると、彼らの肉体は次々に変形し始め、もだえ苦しみ出した。そんな状況にあって、ただ1人ジェイクにだけは何の変化も起きなかった。そのうち、異形へと姿を変えた仲間の一人がジェイクに襲いかかってきたが、ジェイクは得意の体術で難なくねじ伏せた。と同時に彼の前に、「ある指令」を受けた合衆国エージェント、シェリー・バーキンが現れる。　シェリーは、ジェイクに訊ねた。「あの栄養剤を打ったの？」。「打ったが、別段変わりはしなかった。詳しくは下にいる姉ちゃんに聞いてくれ」と答えるジェイク。それを聞いた彼女は何かを確信したかのような表情で「やっぱり、抗体を有してるみたい」と言った。しかし、そこへ異形と化した傭兵達が襲い掛かる。ダストボックスへ逃げ込む二人。
ひとまず状況が落ち着いたこともあり、二人は会話を始めた。シェリーは「雇いに来たんじゃない。あなたの血が欲しいの」と告げる。「栄養剤」にはC-ウィルスが含まれており、それを投与した他の傭兵たちは、そのためにみなジュアヴォと化してしまったのだ、と。──ジェイクを除いて。
ジェイクは「5,000万ドルくれるなら、抗体を提供しても構わない」と言い、その条件を呑んだシェリーは早速行動を開始する。だが、その道中で巨体と異様に曲がった顔を持つ異形の怪物と遭遇してしまう。
怪物の襲撃から辛くも逃れた二人は、道中任務のため、イドニアに来ていたクリス・レッドフィールド率いる『B.S.A.A.北米支部 アルファチーム』と邂逅。彼らの協力を得て、アメリカへ送還されることに決まり、5,000万ドルの要求もシェリーの上司との相談で了承を得て、ようやく出発しようとした矢先に、先の異形の怪物が再び襲撃。怪物を叩き落とす事にはなんとか成功したものの、激しい戦闘の影響により、ヘリが墜落、二人は雪山に落ちてしまう。

### エイダ編ストーリー
2013年6月27日、大西洋深海。
その深海を漂うようにさ迷う巨大な潜水艦に、大型の潜水服に身を包んだ人影が近付いていた。内部に侵入した潜水服の背が開き、そこから一人の女性が降り立つ。彼女の名はエイダ・ウォン。彼女の脳裏には数日前の出来事が思い浮かんでいた。
とある場所にて謎の追っ手に追われ、ある部屋に隠れたエイダだったが、ふと目をやると、机の上に水色のキューブ型通信端末が置かれていた。そのキューブにある男からの連絡が入る。連絡の主はかつて関わりのあったディレック・C・シモンズ。彼は「ある筋から君に関するとても重要な情報を手に入れた。今後の君を左右する情報だ」と告げる。興味はないとしながらも、エイダは通信キューブに誘導されるがまま、潜水艦の奥に向かっていく。するとそこで、エイダは身に覚えのない半年前の東欧のイドニア共和国にてのオーダーを知る事になった。「これが今後の自らを左右する情報？」疑問が残る中、潜水艦からの脱出を図るエイダ。
ネオアンブレラ・ジュアヴォとの戦闘の影響で潜水艦が崩壊し出す中、どうにか持ち前の身体能力を駆使して脱出用の魚雷にまで辿り着くエイダ。脱出の直前、再びシモンズから、潜水艦内にて手に入れた半年前のオーダーに関する情報は重要なヒントであること、さらにもう一つのヒントと称して、「君はネオアンブレラのエイダ・ウォンとして中国、アメリカ等の主要都市に対し、大規模なバイオテロを仕掛ける」と謎の指令を告げられる。
2013年6月29日。
潜水艦からの脱出後、アメリカのトールオークスの教会に向かったエイダは、同じく教会に来ていたレオン・S・ケネディ、ヘレナ・ハーパーを目撃し、彼らとは別のルートで教会の地下に突入する。地下の仕掛けを解きながら進んでいく途中、レオンとヘレナに遭遇、二人と共に戦いを繰り広げ、切り抜けながら地下研究施設へと向かう。
そして、施設の深奥部にあったビデオを見たエイダ。そこへ再三連絡してきたシモンズ。
何か分かったかどうかを問うシモンズに対して「ここに映ってるのは、貴方でしょ？ネオアンブレラのエイダ」とシモンズの正体を看破したエイダがそう告げる。「何の事かな？」そう惚けるシモンズにエイダは「あのシモンズがここまで自らの手の内を明かすような真似をする筈がない」と問い詰めていく。「全ての罪はあなたに被って貰う」そう告げて一方的に電話を切るもう一人のエイダ。
「このまま、濡れ衣を着せられたまま放って置くわけには行かないわね」と不敵に笑みを浮かべるエイダは、本物のシモンズに連絡を取り「私そっくりのお人形さんが、世界を破滅させるつもりらしいわよ」とだけ告げて一方的に電話を切ると、待ち受ける闇を半ばゲームのように楽しみながら、自らの存在理由を見定めるためにウィルスの作り出す“混沌”と化した中国へ向かう。そして彼女は、その“混沌”の中で自分自身と対峙することとなる。
他3名の主人公のストーリーをクリア後に解放（2012年12月17日のアップデートにより最初からプレイできるようになった）。前述の3名の視点だけではわからなかった事実が明らかとなる。

## システム
ナンバリングタイトルの過去作『4』『5』と同じくビハインドカメラによるTPSのようなゲーム構成だが、チャプター、内容等によっては固定型カメラのようなアングルになっている場面も登場する（ただし、操作法は全てエイミング操作となる）。『5』『RV』同様パートナーが存在し、協力が必要な状況も多い。また、前作同様パートナーに対し、指示を与えて動かす事が出来るが、今回では状況に応じて、囁き声になったり、叫び声に変わったり、言葉のバリエーションも増えているなど、より臨場感が増している。これらの本作より導入された演出やアクション、システム等は後の『バイオハザード リベレーションズ2』にも継承されている。更に前二作のナンバリングタイトルでは、敵が出現した場合はほぼ必ずBGMが流れていたが、今回では敵がいても流れない場合があるなど、BGMがない時に敵がいないとは限らなくなっている。また、ステージの移動の際にあるローディングの合間には、敵の弱点や有効な倒し方など、ゲームを進める上での様々なヒントが表記される。
難易度
前作に引き続き難易度選択がある。
Amateur（アマチュア）・Normal（ノーマル）・Veteran（ベテラン）・Professional（プロフェッショナル）・No Hope（ノーホープ）の5段階（No Hopeは第一弾アップデートで追加）。
前作までと同様、難易度とは別にプレイヤーの行動によって上下するゲームランクがあり、高難易度ほどランクが高く、被ダメージ・与ダメージの倍率や敵の行動パターンに影響する。
今作は、全ての難易度をクリアしていなくても、Professional・No Hope・エイダ編（ADA編）モードが選択できるようになっている。
クロスオーバー
個性豊かな複数の主人公による4つのストーリーが展開される今作ならではの要素。主人公同士が出会うシーンでは、それぞれ別の視点から同一時間に発生した事件を体験できるほか、一時的にパートナーが入れ替わる場合もある。1つの物語を複数の視点で展開する構成は『2（表/裏）』『4（本編/the other order）』など過去にも存在したが、今回は共闘する場面が多々ある。ストーリーがクロスオーバーするポイントでは最大4人までのCo-opプレイが可能。
体術（アクション）
今作ではひるんでいない相手にも体術で攻撃可能となったため、近くにいる敵に対し、瞬時に攻撃出来るようになった。更にフィジカルコンバットゲージという概念が加わり、ゲージは体術の使用により減少し、完全に消費すると弱々しい体術しか行えず、ダッシュも不可能となる。ゲージは時間経過で回復可能だが、取る行動によって回復速度に差が出る。
新規のアクションとして「スライディング」「回避」「仰向け撃ち」「スライディング180度ターン」「ナイフフィニッシュ技」「特殊格闘」、ゲージ消費により近くの敵を自動的に狙って強制的に怯ませる銃撃「クイックショット」などが追加された。この他、プレイヤーに気付いていない敵に対し、仕掛けられる強力なアクション「不意討ち」が行えるようになり、移動の際の歩いたり走ったりの調整の操作方法が変更されている。
スキルポイント＆スキルシステム
「武器のカスタマイズ」に替わるプレイヤーの強化方法。ゲーム中で手に入る「スキルポイント」を使用してスキルを購入、手に入れたスキルを「スキルセット」に装備する事でプレイヤーの強化を行う。1つのスキルセットに装備できるスキルは最大3個。8セットまで設定可能（ただし最初にプレイするシナリオのどれかをクリアするまでは3セットまで）で、プレイ中に任意でスキルセットを入れ替えられる。なお、スキルはプレイヤー自身が身につけるため、キャラクターや武器等の変更に伴うリセットや更新はない。また、スキルによってはアップグレード可能なものや、本編とミニゲーム「ザ・マーセナリーズ」共用のもの、エージェントハント専用のスキルも存在する。
ハーブ
シリーズお馴染みの回復アイテムであるハーブは、今作ではタブレットとして使用する。最大17個入り、11個以下でタブレットに収納することが可能。
1つのタブレットで回復する体力は1マス分だけだが、所持しているタブレットは複数同時に使用可能。「調合」も健在で、調合しない場合に比べて多くのタブレットを入手できる。また、タブレットを使用するとフィジカルコンバットゲージが最大まで回復する。
従来のハーブシステムを廃止した理由は作品のコスプレイヤーへの配慮である。
エージェントハント
クリーチャーを操作して他のプレイヤーがプレイするゲームに侵入するオンライン専用モード。いずれかのシナリオをクリア後に開放される（2013年1月22日のアップデートで最初から遊べるようになった）。プレイヤーの撃破（ハント成功）が目的となる。クリーチャーはプレイヤーよりも弱いが、プレイヤーがエリア移動するか、ゲームから離脱するまで何度でも復活可能。また、このモード専用のスキルもある。
サーペントエンブレム
攻略ステージのどこかに配置された、シモンズ家の紋章を破壊するサブミッション。『5』の「B.S.A.Aエンブレム」のようなものであるが、『5』に比べてターゲットそのものが大きくなっていたり、比較的分かりやすい場所に配置されている。チャプター1つにつき4個配置されており、各主人公のシナリオにつき20個、合わせて80個のマークが存在する。破壊したターゲットに対応してファイルを入手する事ができ、閲覧できるようになる。
20個の項目がビンゴのようになっており、縦列・横列と全てを揃えた場合にボーナスとして各シナリオに登場する人物やクリーチャーのフィギュアが手に入る。
フィギュアは本編で入手するものの他、RESIDENT EVIL.NETでのポイント交換で手に入るものもあり、全部で76体。

### 機能アップデート
第1弾
2012年12月17日配信開始。
エイダ編にてCo-opプレイが可能になり、他3名の主人公のストーリーをクリアしなくても最初からプレイできるようになった。
最上位ゲーム難易度「No Hope」が追加された。
オプションにカメラ調整機能が追加され、カメラの視野角を広げられるようになった。
第2弾
2013年1月22日配信開始。
エージェントハントが本編をクリアしていなくてもプレイできるようになった。また、セッション検索機能が細かく設定できるようになった。
チャプターセレクトが細分化され、1-1、1-2などより詳細な単位で始められるようになった。
オプションに「オートアクションボタン」が追加され、難易度AMATEURに搭載されているアクションボタンのサポート機能が他の難易度でも使えるようになった。
その他、ゲームバランスが調整された。

## 登場人物
日本語版声優は有料ダウンロードコンテンツの日本語ボイスパック（2013年8月8日に配信）を適用した場合のもので、リマスター版には最初から組み込まれているので収録された。

### 主要人物

#### レオン編
レオン・S・ケネディ (Leon Scott Kennedy)
演 - マシュー・マーサー/森川智之
年齢 36歳、身長 180cm、体重 75kg
主人公の1人。1998年のラクーンシティでのバイオハザードからクリーチャーと遭遇しており、そして生還した経験を買われ合衆国エージェントになり、2011年にはエージェント集団「DSO」の一員となる。戦闘能力の高さといかに危険な状況でも軽口を発する神経の図太さ、そして女性に振り回されるのも相変わらず。
なお、クリスとは今回の事件が発生する以前に、ラクーンシティを脱出した仲間であるクレア・レッドフィールドを通じて顔見知りの間柄である。
今回の事件で相棒となるヘレナに対しては、当初はバイオテロを引き起こしたと言う彼女に対して、冷静ながらも憤りを見せていたり、何が目的かも告げずに自分を振り回す彼女を疎んじていたが、シモンズに妹を人質にとられ間接的にバイオテロに協力させられた事情が判明し、そしてクリーチャーに変貌させられた妹のデボラを苦渋の決断で倒した彼女の覚悟を見たことから、お互いの目的のために協力し合う事を決め、気遣いや取り計らいをするようになり、相棒として頼りにしていくようになる。
フィニッシュブローはバックスピンキック。
ヘレナ・ハーパー (Helena Harper)
演 -  ローラ・ベイリー/佐古真弓
年齢 24歳、身長 170cm、体重 53kg
レオン編のプレイヤーキャラクターの一人。
バイオテロに動じない精神力と行動力の持ち主だが感情に流されやすく冷静さを失いやすい所もある。
トールオークスでのバイオテロ発生時は、直前に引き起こした不祥事が原因でアメリカ合衆国シークレットサービスに事実上の左遷を受け、大統領警護の手伝いに当たっていた。
当初は能天気に軽口を叩くレオンを訝しんで嫌がっていたり、暗く鬱々な態度が目立っていたものの、次第にその秘めたる強い正義感や意志に感化されるようになり、デボラに対して苦渋の選択を果たした後は、後ろ向きな考えを改め、徐々に余裕を見せるようになると同時に、明るい振る舞いを見せるようになった。
また、エイダを頻りに心配する素振りを見せるレオンを度々気遣ったりするなど、短時間ながらも良きパートナーとしての顔も見せている。
フィニッシュブローはドロップキック。

#### クリス編
クリス・レッドフィールド (Chris Redfield)
演 - ロジャー・クレイグ・スミス/東地宏樹
年齢 39歳（2012年12月時点）→40歳（2013年6月時点）、身長 185cm、体重100kg
主人公の1人で、対バイオテロ組織『B.S.A.A.』の北米支部隊長。
『5』の時点では単独行動するエージェントであったが、『5』での事件の終結直後に、鎮圧部隊に人事異動している。6ヶ月前の“イドニア紛争”で負った傷害をきっかけに記憶を失い、本能的に事件から逃げるように酒浸りの生活を送っていたが、ピアーズ達部下の隊員に見付かり、連れ戻される形で、再び戦場に赴く。
戦場の悲惨さを目撃したことで記憶を取り戻し、その反動から、イドニアでの事件でエイダ(カーラ)に対し、猛烈な憎しみで追跡していたが、ピアーズの説得と、レオンの言葉をきっかけに本来のB.S.A.A.としての使命を取り戻し、エイダ(カーラ)を敵討ちのためではなく、今回のバイオテロの最重要容疑者として追跡していく。
フィニッシュブローはストレートパンチ。
『バイオハザード〜マルハワデザイア〜』にも登場。
ピアーズ・ニヴァンス (Piers Nivans)
演 - クリストファー・エマーソン/阪口周平
年齢 26歳（2012年12月時点）→27歳（2013年時点）、身長 178cm、体重 67kg、血液型A型Rh+
クリス編のプレイヤーキャラクターの一人。B.S.A.A.北米支部隊員で、隊長だったクリスを仲間たちとB.S.A.A.に連れ戻し再び彼と共に戦いに赴く。
天性の狙撃手で、優れた戦闘能力を持ち、常に最前線で戦い続ける姿勢からクリスに「将来B.S.A.A.を背負って立つ存在になる」と言わしめた存在である。左利きらしく、銃を常に左手・左肩で扱っている。正義感の強さから気に食わない相手(当時は敵対する立場にいて実際に態度も悪かったジェイク)には語気を荒らげ、痛いところをついてきた人間に皮肉な発言で返すなど気性が強い一面もあり、半年前のイドニア紛争では特に荒ぶった言動が多い。
本作以前に『バイオハザード〜マルハワデザイア〜』にて先行登場している。
フェイスモデルはAdam Crosman。
フィニッシュブローはスマッシュ。

#### ジェイク編
ジェイク・ミューラー (Jake Muller)
演 - トロイ・ベイカー/浪川大輔
年齢 20歳（2012年12月時点）→21歳（2013年6月時点）、身長 190cm、体重 80kg
主人公の1人で、ヨーロッパの東にある『イドニア共和国』で傭兵として生きる青年。赤毛の短髪と、左頬の傷が特徴。常に憎まれ口を叩き「信じられるのは己の力と金だけ」を信条としているが、実際は愛情に飢えており、自分に優しくしてくれたシェリーを気にかけていて、彼女と親しいクリスとレオンに嫉妬をしている面がある。
本人は知らずにいたがアルバート・ウェスカーの実の息子であり、彼の体質を受け継ぎ、あらゆるウィルスに対する抗体と高い身体能力や卓越した体術を持つ。また、知性の高さも受け継がれているようであり、ネオアンブレラに捕まり、半年間軟禁されていた内に施設内の構成員の会話から広東語をマスターして逃げに転ずる際に広東語で会話し、その文字を読み取れるようになっていたり、プロ顔負けのピアノ演奏の腕前を見せたりしている。
傭兵として反政府軍に属し、イドニア紛争に従軍していた際にシェリーと出会い、自身の血液500mLと引き換えに要求した金額である5,000万ドルを得るため逃走劇を繰り広げる事になるが、最終的には『50ドルに負けてやった』とシェリーにメールが入る。
前述通り、他人に心を開かず信用しなかった。シェリーと行動を共にすることで父アルバートが起こした事件を知り、一度は悲観的な心境に陥るもシェリーに激励されて立ち直ったのを機に、自らの意志でバイオテロから世界を救おうと心境が徐々に変化する。シェリーが彼女の心情に付け込んだ上司ディレック・C・シモンズに利用されていた事を知って意気消沈していた彼女を激励するなど、一人の人間として大きく成長していく。
フィニッシュブローはネリチャギ。
彼の武器欄にはナイフやハンドガンと同じように素手というカテゴリがあり、この武器はゲージを消費せず徒手空拳で戦う事が可能(普通の体術はゲージを消費する)。
シェリー・バーキン (Sherry Birkin)
演 - エデン・リーゲル/坂本真綾
年齢 26歳（2012年12月時点）→27歳（2013年6月時点）、身長 165cm、体重 47kg
ジェイク編のプレイヤーキャラクターの一人。若さに任せて突っ走るジェイクの補佐を務める。
ラクーン事件の要因となったG-ウィルスの開発者であるバーキン夫妻の1人娘。
ゲーム本編シリーズに登場するのは『バイオハザード2』以来であり、『2』では、僅か12歳の少女として登場していた。かつてレオンやクリスの妹であるクレアに助けられ、地獄と化したラクーンシティから生還するも、レオンと共にアメリカ政府に拘束される。
“G生物”と化した父ウィリアムによって植え付けられた“G”の力を理由に長年政府の監視下に置かれていたが、合衆国のエージェントとして働くという条件を承諾し、ようやく軟禁状態を解かれる。その後、ジェイク・ミューラーの保護任務に当たる。
父親がウェスカーであることに塞ぎ込むジェイクを擁護するなど優しい性格だが、困っている人間を見ると首を突っ込む、おせっかいな一面もある。その不器用な一面に付け込まれて、悪人から利用されることもあった。しかし、ジェイクからの「他人に流されない自分の正義を貫け」という指摘を受け、ジェイク同様、シェリーもまた成長していった。
体内に残留・適応したG-ウィルスの影響からさまざまなウィルスに耐性を持ち、常人なら致命傷になるような傷でもごく短時間で回復するほか、20歳前後で肉体の老化も止まっている。
フィニッシュブローはトラース・キック。

#### エイダ編
エイダ・ウォン (Ada Wong)
演 - コートニー・テイラー/皆川純子
年齢不詳（推定39歳前後）
4人目の主人公にして、今回の事件の裏で暗躍する女性。
『4』以降基本的な装備となった武器のクロスボウや移動手段のフックショットは今作でも健在。彼女のシナリオにて、本作の全ての謎が明らかになる。
本作では自分と同じ容姿のカーラの悪行から汚名を着せられる羽目になる。
フィニッシュブローはサマーソルト。
エージェント（Agent）
年齢不詳
エイダ編のプレイヤーキャラクターの一人。
エイダ編ではCo-opプレイでのみ操作できる。マーセナリーズでも使用可能。
全身武装であり、ヘルメットで顔が隠れているため、素顔はおろか出自や人物像も一切不明。
フィニッシュブローはハンマーパンチ。

### 合衆国政府関係者
イングリッド・ハニガン (Ingrid Hannigan)
演 - サリー・サフィオッティ/杉本ゆう
年齢 33歳
『4』でレオンをサポートした女性。
『4』以降でも、度々レオンのサポートを行っている。
米国エージェントのサポート機関FOS (Field Operations Support) 所属。本作でも無線通信によりレオンの作戦行動をバックアップしており、トレードマークの眼鏡も健在。そして初めてモニター越しだけではなく、直接的に登場もしている。
『4』ではレオンの状況を踏まえない強引なサポートが目立ったが、今作では綿密な情報を拵え、バイオテロにより、やむ無く大統領を殺害したと聞き、動揺をしながらも直ぐ様に冷静さを取り戻し、状況に応じて的確にレオンとヘレナをサポートしており、大統領殺害容疑をシモンズに掛けられた際も、それらに絡んだ理由で二人の偽装死に手を貸したり、中国に向かう飛行機の中で起きたトラブルでも、不時着をしないように操作を教えたり、次に向かう目的地までのルート案内を務めるなど『4』と比べると格段に臨機応変に対処するようになっており、精神面でも支えとなっている。
また、『4』では、中盤辺りで敵の妨害に遭って終盤のエンディング後迄の間通信が取れず、登場しなかったが、本作では一部のステージを除き、終始レオンとヘレナのサポートを担っている。

アダム・ベンフォード (Adam Benford)
演 - マイケル・ドノヴァン/佐々木勝彦
2013年のアメリカ合衆国大統領で、『4』のメインヒロインであるアシュリーの父親（本人は未登場）とは別人（任期で交代したため）。
バイオテロによる脅威の排除に並々ならぬ情熱を注いでおり、2011年に自身が直轄するDSOを設立している。
レオンにとってはラクーン事件以降からの恩人であり旧友でもある。政府高官時代にレオンをエージェントとして迎え入れたのも彼である（『3』クリア後のレオン編エピローグ）。そして2013年、トールオークスにてラクーンシティ壊滅の真相を声明として発表しようとした矢先、バイオテロの被害に遭いゾンビ化して皮肉にもレオンに射殺される事になる。

ディレック・C・シモンズ (Derek C. Simmons)
演 - デイヴィッド・ロッジ/菅生隆之
年齢 46歳
合衆国大統領補佐官。ハニガンの所属するFOSの指揮権を持ち、シェリーの直属の上司でもある。
大統領であるアダムとは30年来の盟友と呼ばれるが、ラクーンシティの滅菌作戦に深く関わっている。ラクーンシティ壊滅の真相を公表しようとした大統領を殺害するためにトールオークスでバイオテロを起こした。
目的のためなら手段を選ばず、国家の安定の為と称して罪のないトールオークス市民もろとも大統領を平然とC-ウィルスで死に追いやるなど残忍冷酷な性格をしている。
終盤では、とある事からエイダの容姿に生まれ変わったカーラの自身に対する憎悪から自らにも強化型C-ウィルスを投与されてしまい、際限のない変異を遂げ続ける怪物と化してしまう。

デボラ・ハーパー (Deborah Harper)
演 - ケート・ヒッギンズ/東條加那子
年齢 20歳（2013年6月時点）
ヘレナの妹であり、唯一の肉親。頑固な性格のヘレナとは対照的に自由奔放な性格だが、姉である彼女を慕う気持ちは強い。
教会の地下に捕らわれ、C-ウィルスの大量摂取により見た目は変わらないままモンスターへと変貌する。

### ネオアンブレラ
カーラ・ラダメス (Carla Radames)
シモンズの財団に所属する研究員の女性。
15歳で大学の博士課程を修了するほど頭がよく、その才能を評価したシモンズに研究員としてスカウトされた。
C-ウィルスを発見した人物であり、ウィルスやB.O.W.の研究に打ち込んできた。シモンズの役に立ちたいという一心でC-ウィルスの発展に尽くしたが、最後はシモンズの”ある実験”のための実験体にされる。

### B.S.A.A.
フィン・マコーレー (Finn Macaulay)
演 - ユーリ・ローエンタール/細谷佳正
年齢 22歳（2012年12月時点）
B.S.A.A.北米支部の新人隊員でクリスの部下の一人。少々気弱だが実直な性格。クリスを「素晴らしい方だ」と尊敬し慕っている。
初の実戦ながらもバリケードや高射砲の爆破作戦においても活躍していた。
マルコ・ローズ（Marco Rose）
B.S.A.A.隊員。中国でのバイオテロではクリスたちと共に爆発物の担当をして行動する。
レオン編では、教会で避難している市民の中に「俺の息子のマルコはな！B.S.A.A.にいるんだよ！」と発言している男性がいる。クリス編でカーラにより、C-ウイルスを投与されてグネズドとなる。
HQ(Head Quarter)
演 - デイヴ・マロウ/藤真秀
B.S.A.A.の司令官で、前作『5』にも登場。今作ではレオン編、クリス編、ジェイク編、エイダ編の全てに声のみで登場している。
イドニア共和国や中国で作戦行動中のクリス達アルファチーム、その他の各部隊を指揮する。

### トールオークスの市民
職員
トールオークスの大学で職員を務める眼鏡をかけた中年男性。
レオン編ストーリーで最初に出会う生存者で娘のリズを案じて大学内を捜索しており、そこでレオン達に出会い謎の霧を目撃したと話す。持病なのかC-ウィルスに感染しているのか頻りに咳き込んでいる。最後はゾンビ化したリズに噛まれ死亡。
リズ
上記の職員の大学生の娘。大学にいたところバイオハザードに巻き込まれる。
レオン達に発見され救出されるが時既に遅く、C-ウィルスに感染してしまっておりゾンビ化。ヘレナによってトドメを刺された。
女性
トールオークスの地下鉄で出会う女性。
電車に閉じ込められており、突然のパニックに巻き込まれたせいか、ややヒステリックに騒いでいる。頻りに「ピーターちゃん」と連呼していることから、下記のピーターの母親か何かである可能性がある。
ピーター
トールオークスの市民の若者男性。狡猾で身勝手な性格の持ち主。
ナンシーや警官と共に迫りくるゾンビを銃で応戦していた。ナンシーを「足手まとい」と罵った揚句には、彼女の銃を奪う（その後、彼女は別の銃を使用している）などしたが、その身勝手さが災いしてゾンビから変異したブラッドショットによって喰い殺された。
ナンシー
トールオークスの市民でピーターの彼女。途中ピーターに銃を奪われていた。
パニックに陥っているものの、ピーターや警官と共にゾンビを銃で倒していた。
警官
トールオークスの警察官。配属初日に市内でバイオハザードが発生してしまうという、どこかレオンに似た部分がある。
同じ生存者であるピーターや彼の恋人であるナンシーと共にゾンビに立ち向かっていた。ピーターに見捨てられたナンシーやガンショップ店長を救おうとするなど、勇敢で警察官の鑑と言える人物。
ガンショップオーナー
トールオークスでガンショップを経営する初老の男性。日本人男性とは互いに信頼できる関係性である模様。
気性が荒く、頑固な性格ではあるが、その一方で自分の命よりも他人を優先する人情が厚い一面も持ち合わせている。
日本人男性
トールオークスに訪れた観光客と思われる男性（銃を所持しているため、もしくは市民の可能性も高い）。
ガンショップの店長と共に店の2階に避難していた。店長の老人を「親父」と呼び慕っており、互いに信頼できる仲の様子。
ジェニー、ミーガン
感染爆発から免れてトールオークス教会に落ち延びていた女性二人連れ。
地下から出現したレポティッツァに襲撃され、プレイヤーの戦果で生死が分かれる。また、ジェニーはレポティッツァ戦時にマシンガンでプレイヤーと共に応戦した。ミーガンは戦えないものの、生存時の会話で嘆くジェニーを励ます言葉から芯が強いことが窺える。

## 登場クリーチャー
今作は『5』と異なり日本版では人型クリーチャーの頭部が破壊されない。

### ゾンビ系統
レオン編、エイダ編に登場。
ナンバリングタイトルとしては『バイオハザード0』以来の登場となるシリーズ初期における定番のクリーチャー。
本作では従来のt-ウィルスによるものではなく、レポティッツァやミサイルの爆発によって散布された青いガス（C-ウィルス）を吸って変貌を遂げたものである（後述のジュアヴォとの差異は空気感染である）。
従来のゾンビ（t-ウィルス保持者）はウィルスによる体組織の破壊で筋力が衰え、運動能力が著しく減少するという弱点があったが、C-ウィルスはむしろ強化作用があり、走る、飛びかかる、金網をよじ登る、そして武器を使用するといった知能など、これまでにない動きを見せている。また、今作では一定のダメージを受けると体が液体になって溶け消滅する。しかし、稀に消滅しない特別な個体も存在する。また、“ゾンビ系”と分類されている派生種や変異体などは、どれも通常のゾンビ以上の耐久性や戦闘能力を持っている。
トールオークス市民
シモンズの手で町の要所に送り込まれたレポティッツァのガスにより、ゾンビ化してしまったトールオークスの市民たち。
その大多数は素手だが、一部鈍器や刃物を持つ個体や本来はゾンビ鎮圧の目的で重装備を施し銃器（アサルトライフルやマグナム等）で武装した警官、撃つと爆発するガスボンベを背負った消防士のゾンビが登場する。
墓場・カタコンベの死体
教会近くの墓場やシモンズ一族である「ファミリー」所有のカタコンベに出現するゾンビ。多くは地面から這い出してくる。
全身の腐敗がひどいが、耐久性は他の種類と大して変わらない。ダイナマイトやスコップ、大型ナイフのマチェットを武器にする個体が存在し、知能は多少なりともある模様。また、わけも分からずクランクを回し続け、カタコンベの仕掛けを作動させているゾンビもいる。墓場やカタコンベらしい武器を持っている。
研究員
シモンズの研究施設に所属する研究員がゾンビ化したもの。素手の他、液体窒素ボンベを携帯する者がいる。血で汚れた白衣を着ている。
飛行機乗客
レオンたちが中国に向かう際に乗り込んだ航空機のパイロットがC-ウィルスによって変異したレポティッツァによって、乗客や乗務員がゾンビ化したもの。
達芝（ターチィ）市民
レオンにより航空機から落下したレポティッツァやカーラの空母から放たれたミサイルによるC-ウィルスの拡散により中国・達芝の市民がゾンビ化したもの。特に後者による感染者は計り知れない数になった。
B.S.A.A.隊員
達芝で市民の避難誘導中にミサイルの爆発に巻き込まれ、市民共々ゾンビ化してしまったB.S.A.A.の隊員たち。
体は防弾の装備で守られており、他の市民ゾンビよりも耐久力がやや高めとなっている。手にした銃で発砲してくる者もいる。ストーリーでは出現数が少ない。
ゾンビ犬C
レオン編のみの登場。
C-ウィルス感染によりゾンビ化した犬。犬であるため動きが俊敏で厄介でクイックショットも外すことがあるほど。
従来のシリーズではドーベルマンが主流であったが、今作は主に飼い犬や野良犬だったものがゾンビ化している。

#### ゾンビ変異体
ブラッドショット
レオン編に登場。
ゾンビ変異体の一種。名前の「bloodshot」は「目が充血または血走っている様」を指す単語で、変異するゾンビの目が赤いところから来ている。
過去作品に登場したリッカーを彷彿とさせる、全身の筋繊維がむき出しになった姿に変貌している。
通常ゾンビの強化型に位置付けられ、クリムゾンヘッドのように高速で飛びかかったり攻撃を回避するなど動きは機敏で耐久力も高いが飛びかかった所をカウンターで胸の皮膚の下にある心臓を攻撃すれば一撃で倒せる。
始めからこの状態で登場する個体は少なく、身体の一部分を赤く染めたゾンビが外的要因によりブラッドショットへと変異するパターン（ヘッドショットで倒すか一定の確率や難易度で変異する）がほとんどである。こうした特長から「C-ウィルスによる急激な変異性を端的に表したクリーチャー」とも言える。
変異前のゾンビに対し腹部を撃って仕留める・首をへし折る体術を与えるなどすると変異しない。
シュリーカー
レオン編、エイダ編に登場。
首が長い袋のような形状に発達したゾンビ変異体。この膨らんだ喉は最大の弱点にもなっている。「shrieker」は「金切り声 (shriek)をあげるもの (-er)」という意味があり、erには人以外にも「道具」という意味にもなる。
喉を膨らませ放つ強力な咆哮は攻撃手段となるほか周囲にいるゾンビを呼び集めつつ活性化させ動きを速くさせる効果を持つが、すぐ近くのゾンビをひるませてしまう。なお、叫んだ後は独特の唸り声を上げながらどこかに逃げる習性を持っており、それなりに速い。
喉を撃ち抜いて倒した時のみ断末魔をあげて倒れるが、この時シュリーカーの近くにいるゾンビもまとめて倒す事ができる。これはシュリーカーが放つ咆哮の音波が乱れた事で、ゾンビが高周波の刺激に耐えきれず聴覚と脳の一部が破壊されたため。攻撃オブジェクトと考えても良いが、ゾンビ以外には効果がないので使い勝手は微妙。
ウーパー
レオン編、エイダ編に登場。
並外れて肥満化したゾンビ変異体。レオン曰く「XLサイズ」。「Whopper」は「とてつもなく大きいもの」意味する。
感染したことにより感染前の面影が一切見受けられなくなる程に大きく膨れ上がった姿となった。
その体型とは裏腹に動きはかなり素早く、大型バスを両手でつかみ発進を妨害するほどの筋力や巨大な身体を使った突進など、厄介な攻撃を持つ。一方で過多な体重故に段差の上り下りは困難であり、足が弱点となっている。
ウーパー・シュプリーム
レオン編、エイダ編に登場。
ウーパーの上位個体。「とてつもなく大きいもの」意味する「Whopper」に「最高の」を意味する「Supreme」をくっつけたもの。
通常のウーパーよりも身体が大きく、耐久力も高い。基本的な動きや攻撃および弱点はウーパーと同じ。

### ジュアヴォ系統

#### ジュアヴォ
全編に登場（レオン編では、チャプター4のイベントムービーのみ）。
東欧の紛争地域にて半年前に確認された、新種のB.O.W.。
人間にC-ウィルスを投与することで生み出される。名称はセルビア語で「悪魔」を意味し、B.S.A.A.によって名付けられた。
C-ウィルスの影響により、「ガナード」や「マジニ」のように狂暴性が増し、理性のタガが外れているため、かつての同胞でも未感染者ならば敵とみなして容赦なく襲いかかる。しかし、高度な知能や多少の自我は維持されるため、言葉を理解し、話すことも出来る上に複雑な連帯行動や高度な武器も操り、時には得物を弄びながら相手を挑発したり、シャワーを扱い身体を洗浄する等と感情が残っている仕草を見せる。また、戦闘では戦車や軍用ヘリ、トラックやバイクの運転、爆弾や電子ロックなどの電子機器の操作や鍵の解錠、薬品調合による毒薬生成など専門知識が必要とされる行動も可能のようである。
C-ウィルスを投与される前に受けた命令を忠実に繰り返す傾向があり、その命令が生死に関わるような危険なものであっても恐れずに遂行する。後述する変異型を除き、ジュアヴォに変異した人間の身体に特段目立った変質は見られないが、頭部に複数の眼が現れる。これにより正体が発覚することを防ぐためか、ほとんどのジュアヴォが覆面やガスマスク等の防護マスク、京劇の面などでカモフラージュしている。
ウィルスの影響で体温が非常に高く、負傷するとウィルスが活性化し、さらに体温が上昇する。傷を負っても再生する能力があり、部位欠損などの再生が追い付かないほどの深手を負った場合は別の形状に変異する。ダメージが蓄積するとウィルス活動の激化により体が発火し焼死・灰化に至る。また、生命の危機を感知すると変異体にはならず、後述のサナギ化が起きる個体も存在する。
なお、劇中で単に「ジュアヴォ」と言った場合、以下の4種を指しているが、今作では過去作の「ガナード」や「マジニ」と違い、各種の武装に大きな違いはない。
イドニア反政府軍傭兵
ジェイク編にて最初に遭遇するジュアヴォ。クリス編にも登場。
ジェイクの仲間だったイドニア反政府軍の傭兵達がエイダ（カーラ）の栄養剤と偽って配布したC-ウィルスによって変異したもので、世界で初めて発見された個体群。顔のカモフラージュには覆面を使用し、接近戦の際はナイフやマチェット・スタンバトンで襲いかかる。
人間だった頃からの性か、プレイアブルキャラへの自己アピールには口笛を好んで多用する。
偉葉（ワイイプ）武装市民
クリス編にて最初に遭遇するジュアヴォ。ジェイク編、エイダ編にも登場。
イドニアの時と同様にカーラが新薬の臨床実験と称して中国・偉葉地区内のスラム街・保沙湾に住む貧民層の男性を集め、C-ウィルスを投与して変異させたもの。元は民間人ながらも戦闘能力は高く、軽機関銃やロケットランチャーなどの銃火器で武装している。顔のカモフラージュには京劇の面を使用し、接近戦の際は青龍刀を使用する。
ネオアンブレラ研究所警備員
ジェイク編に登場。
ジェイクとシェリーが監禁されていたネオアンブレラ研究所を警護するジュアヴォ。全員スーツに身を包んでいるが、顔のカモフラージュにはワイイプ地区住民同様に京劇の面を使用しており、非常にアンバランスな外見をしている。武装はワイイプ市民の物とほぼ同様だが、接近戦ではスタンバトンを使用する者も存在する。
ネオアンブレラ・ジュアヴォ
クリス編、ジェイク編では終盤から、エイダ編では、冒頭から遭遇するネオアンブレラの私兵部隊のジュアヴォ。
ピアーズが「ネオアンブレラの精鋭」と称するとおり、ジュアヴォの中でも特に戦術性の高い攻撃を仕掛けてくる。接近戦の際はプロテクターの手首に装着されたリストブレードを使用する。また、指導者のカーラ死亡後もテロ計画の続行、ターゲットの排除、拠点の防衛を独自に継続する、柔軟かつ執念深い一面も持ち合わせている。
全身に不気味なデザインのプロテクターを装着しており、顔のカモフラージュにはガスマスクを使用する。なお、身にまとっているマスクやスーツは特殊な装置を内蔵しており、それによりサナギ化の抑制と局部変異をある程度コントロールできる模様。その素顔はスキンヘッドで顔面全体がただれた非常にグロテスクなものとなっている。

#### ジュアヴォ変異体
前述のようにダメージを受けて肉体に外傷や欠損を起こしたジュアヴォが、過剰な再生能力で己の部位に変異をもたらした形態。
後述の完全変異体が様々な生物を思わせるフォルムに変化しているのに対し、専ら蜂や百足など何らかの節足動物の特徴を備えている。
以下のように欠損した部位により4系統の変異があるが、設定で割り当てられた3種のいずれかに変異した前作の「マジニ」、前々作の「ガナード」と違い、稀に複数の部位変異を同時に起こすタイプも発生する（典型的な例として、ゲームコンテンツで入手できるフィギュアにはスメッチの頭部とカヴァタネの腕部の混合体がある）。
ルウカ系統
腕部が変異したジュアヴォ。スルプは両腕共に変異することもある。「ルウカ」は「腕」を意味する。
ルウカ・スルプ
腕が硬質化しつつ巨大な鎌のように変形・巨大化した変異体。スルプは「鎌」を意味する。
腕を振り回し近～中距離を広範囲に攻撃する。硬質化した腕は武器であると同時に大半の攻撃を受け付けないため、ガード可能な範囲は狭いが後述のルウカ・ベデムのように盾のように使用することも可能。基本的に片腕だが、両腕が変異した個体も偶に出現する。。
ルウカ・カヴァタネ
腕がぬめりのある長い虫っぽい伸縮性のある触手のようなものに変形・長大化した変異体。カヴァタネは「捕獲」を意味する。
長く変形した腕を利用し、離れた距離や物陰から標的をつかみ叩きつける攻撃手段を持つが、同時に腕の先端部が弱点となる。
ルウカ・ベデム
腕が盾のように変形・巨大化し、上半身全体を覆う格好の変異体。ベデムは「防壁、城壁」を意味する。
変異のおかげで前方からの銃撃はほとんど防がれてしまうため有効打を与えにくい上に防御体勢のまま突進してきたり、ルウカ・スルプのように腕で殴りつけてくるなど厄介な相手である。ただし体術は防げないため、ダッシュ攻撃でよろめかせる方法が有効。

ノガ系統
脚部が変異したジュアヴォ。「ノガ」とは「足」を意味する。
脚部変異のため手は元のままなので変異しても銃器を使用してくる。総じて機動性が上がり、対処もやっかいな種類が多い。
ノガ・トゥルチャニエ
蜘蛛のような複数の足になった変異体。顔面の向きが上下逆なのも特徴。トゥルチャニエは「徘徊」を意味する。
銃器を持ったまま移動し、素早い上に壁や天井を移動し死角から攻撃を仕掛けてくる。クリス編の要人救出作戦に出現するものは背中に人質を乗せて逃げ回る。レトゥは「飛行」を意味する。
ノガ・レトゥ
下半身が蛾のような姿に変化するも胴体の方が重いためか逆さ吊りのような状態で飛翔する変異体。
フラフラ飛ぶため狙いにくい。さらに羽はその脆弱そうな外観に反して耐久性が高い。攻撃は銃撃と突進。
ノガ・スカカネ
足というか下半身がバッタのようになった変異体。スカカネは「跳躍」を意味する。
変異の影響で脚力が大幅に向上し高低差をものともせずに行動可能で、背後に近寄られれば強力な蹴りを放ってくる。下半身自体も強靭で動きを封じるのは難しいが、急激な変異の代償から下腹部は脆弱な状態であり弱点となっている。大抵マシンガンを持ったままで変異しており、足部分の防御力も高い。人間部分をアサルトライフルなどで狙おう。クリス編とジェイク編のクロスオーバーでは、ヘリに張り付いて上空から銃弾を浴びせてくる。
ノガ・オクロプ
下半身が硬質化し、ほとんどの攻撃を寄せ付けなくなる。オクロプは「装甲」の意味。
ノガ・スカカネほどではないが脚力自体も強化され、跳び蹴りを放ってくることもある。特に接近戦では蹴りも放ってくる。人間部分に集中砲火して仕留める必要がある。
なお、攻撃した腕部がルウカ・ベデムに変異する事も偶ではあるが起きるため、その時はかなり厄介な存在になる。

テロ系統
胴体が変異したジュアヴォ。「テロ」とは「体」を意味する。
テロ・マグラ
倒れこみながら胸から蛾の羽を生やし自身の近辺に煙幕のように鱗粉をまき散らす変異体…というよりは一連の動作後に元のジュヴァオに戻る為、攻撃のバリエーションの１つに近い。マグラは「毒霧」を意味する。
離れていれば特に害はないが、集団戦で接近していると視界を遮られるためやっかいになる。
テロ・クルルジュスト
「クルルジュスト」=「鱗」が示す通り胴体に強靭な鱗をまとった変異体。
ルウカ・ベデムと同じく胴体に対する射撃のほとんどを受け付けない。頭部を中心に銃撃するか体術で倒すのが良い。
脚を攻撃するとノガ・オクロプのように別の部位が強固になることがあり、やっかいになる。
テロ・エクスプロジヤ
上半身が肥大化し芋虫が数匹まとわり付いたような形状に変貌した変異体。変異の際に言葉が喋れなくなったが代わりに特殊な鳴き声を発するようになった。エクスプロジヤは「爆発」を意味する。
標的に近寄り自爆、または攻撃を加えられることで爆発する。爆風は攻撃範囲が広いうえに敵味方関係なくダメージを与えるため、状況によりプレイヤー側の攻撃手段にもなる。また、爆風に巻き込まれたジュアヴォも膨れ上がりテロ・エクスプロジヤになる場合がある。なお、放置しておいてもそのうち勝手に膝をつき爆発する。
グラヴァ系統
頭部が変異したジュアヴォ。言葉が喋れなくなった代わりに変異によっては特殊な鳴き声を発する。変異したジュアヴォは総じて動きが遅い。「グラヴァ」は「頭」の意味。
グラヴァ・スメッチ
頭部がクワガタの角のような巨大なアゴになった変異体。スメッチは「粉砕」を意味する。
頭が変異するタイプの中では比較的多く遭遇する種類でもある。外殻は強靭で非常に強力な噛み付き攻撃を行うが、口内には弱点となるコアが形成されている。
グラヴァ・スルウズ
胸から頭にかけて獣や虫が入り混じったような奇妙な形状の変異体。スルウズは「粘液」を意味する。
粘着液を吐いて動きを封じつつ溶解液で攻撃する。弱点は後頭部の肥大した部分。
グラヴァ・ドゥイム
二匹の蜂の首から下が頭部から生えたような形状が特徴的な変異体。ドゥイムは「煙」を意味する。
この状態に変化したあとはその場から殆ど動かず、テロ・マグラのように煙幕を噴出し続ける。煙自体にダメージはないが、咳き込むと攻撃不能になる。
グラヴァ・ベグウナツ
三つの蝉のような頭部を持つ変異体。ベグウナツは「暴走」を意味する（正確には「逃亡者」である）。
グラヴァ・ドゥイムとは逆に暴走状態に突入し、自身の身も顧みず倒されるまで標的に近寄り銃器や場合によっては変異した腕を振り回す攻撃を繰り返すため非常に危険な存在である。これは、三つの頭部それぞれが独立した意思を持っていてそれぞれが別々の行動を取ろうとした結果によるもの。弱点は頭。振りまわし攻撃にカウンターを決められれば即死させられる。

#### 完全変異体
サナギ
全編に登場。
C-ウィルスの感染者（特にジュアヴォ）が変異した姿。固まったままで攻撃は一切してこないが、孵化してきたクリーチャーはどれも強敵。緑色の不気味な粘膜に包まれた体内では体組織の溶解と再構築が行われており、ジュアヴォとも異なる姿に変異する。
レオン編にも登場するが、こちらは単なるオブジェクト的な存在なため、攻撃しても破壊できないが、完全変異種になる事もない。
感染者はC-ウィルスの活性化に伴う高温の影響によって発火後、体内から粘着質な体液を排出し体を覆った後にサナギと化す。サナギ化のタイミングは重度のダメージを負った時やC-ウィルスの突然の変異、感染の直後など個体によりバラつきがある。
変異を終えたサナギから誕生する「完全変異体」は、それぞれ異なる特性を持ち、用途によりB.O.W.(Bio Organic Weapon、有機生命体兵器)として扱われる種も多い。サナギ化の直後から攻撃を加えて変異させず破壊することも可能ではあるが、外殻は非常に強靭なため困難である（エレファントキラーですらも、5発撃ち込まないと破壊できない）ただし電撃に弱い。サナギを倒すより出てきた変異体を倒す方が弾をあまり使わずにすむ。
C-ウィルスの特徴として人間に投与するとその人間がサナギ化した際、組み込まれた遺伝子の生物の特徴を色濃く受け継いだ完全変異種になる特性を利用して変異前に事前に設置して置くといった使い方をされる事がある。
レポティッツァ
レオン編、ジェイク編、エイダ編に登場。
体中に肉腫がある非常に醜悪な外観を持つ完全変異体。名前はセルビア語で「美女」を意味する。
肉腫は女性の乳房にも似ており、妊婦のような膨れた腹部や内股で歩行するなど外観の面でも女性的な部分を持っているが、これはエイダを複製する研究から生まれた副次的な影響であると見られる。
体中にある肉腫からC-ウィルスを多量に含む青色のガスを撒き散らし、吸った人間をゾンビへと変える。ガスの拡散性は一体につき半径3マイル四方で、バイオハザードの直接的な原因となる危険な存在。ガスは全身から拡散させる以外に標的に噛み付いて直接送り込むことも可能だが、噛み付く際には頭部を分割するため脳が露出する。ガスを一定時間食らうと即死扱いになるので注意、また接近していると掴みかかってくる。掴まれると脱出は困難で、そのままマウストゥマウスでウィルス注入・寄生され即DYING扱いになる。しかも、掴み攻撃はタイミング入力式で、難易度によっては対処しにくい。
トールオークスやレオン達が中国へ向かう途上の旅客機でバイオハザードを引き起こした。その後エイダ編とジェイク編では中国のある所で旅客機から落下したレポティッツァの死体が確認でき、この時もまだガスを放出している模様。しかし、cウィルスの抗体を持っているエイダやジェイク達がゾンビ化する事はない。
なおRE.NETで閲覧出来るファイルから、『バイオハザード〜マルハワデザイア〜』に登場した実験体C16を改良して誕生した存在であることが分かる。同上のファイルから街(トールオークス)に置いたレポティッツァたちは、役目を終えれば自滅できるよう設定されているらしいが、どのように自滅するか不明。
ストゥレラツ
クリス編、ジェイク編、エイダ編に登場。
もはや人の形は留めておらず、エリマキトカゲのような姿をした完全変異体。名はセルビア語で「射手」を意味する。
名前の通り、針のように変形した体の一部を飛ばして攻撃する。この針による攻撃は相手を吹き飛ばせる程強力な様子。針の攻撃範囲は広く散弾するように飛ぶため仰向けでも当たる。
接近戦は非常に苦手なようで、近寄られると消化液を周囲に吹きだしたり、目くらましの煙幕を張って距離を置こうとする。非常に素早く立ち回れる反面、外皮は柔らかいため殴打に弱い欠点を持つ。銃弾に対し、かなり耐性がある。 体術が弱点であり、ダッシュ攻撃などを当てひるませると専用体術を仕掛けられる。  専用体術では素早く正確にボタンを押すタイプのアクションで、三発まで入れられる。
ナパドゥ
クリス編、ジェイク編、エイダ編に登場。クリス編後半では特に出現しやすい。
硬い外皮で覆われた強靭な肉体を持つ完全変異体。エイダ（カーラ）の手でC-ウィルスに感染させられたフィン達はこのクリーチャーに変異した。名前はセルビア語で「突撃」を意味する。
ジュアヴォ以上に体温が高く、体から常に蒸気を噴出することで体温を一定に保っている。だがサナギから出てくるのに時間がかかる弱点がある。そのためサナギから出始めてから攻撃すると安全に倒せる。
ストゥレラツとは対照的に、その巨体を生かした名前の由来でもある突進や腕力を武器に腕を振り回したり、殴りかかって攻撃する等、接近戦を得意とする。外皮は硬質で、ハンドガン等の威力の弱い武器だと容易に壊せないが、耐久力はあまり高くないため、威力の大きい武器を使えば、剥がすのは比較的容易で、背中の外皮の下にある白っぽい中枢神経が弱点。ショットガンや、爆発物などで外殻を破壊するのが有効。
メセツ
クリス編、ジェイク編に登場。
ストゥレラツと同様に人の形は完全に失われたカラスに蝿の足を生やしたような形態の完全変異体。名前はセルビア語で「月影」を意味する。
食性は腐肉食性で、生きた獲物をそのまま啄む事は少ない模様である。
上空を飛翔しつつ滑空からの体当たりやつかみ等の死角からの攻撃を得意とするほか、完全変異体の中では珍しく道具を使う習性があり、ドラム缶などを空から落とし捕食対象に当てようとする等、高い知能を持っている。一方で耐久性は比較的低めで、強い光が弱点。
グネズド
クリス編、エイダ編に登場。中ボス相当のクリーチャー。
蛾と蜂の遺伝子を掛け合わせた小型の昆虫の群れのような完全変異体。名前はセルビア語で「巣」を意味する。
クリス編において初めて遭遇するグネズドは、マルコがエイダ（カーラ）にC-ウィルスを撃ち込まれ変異させられた個体である。
大群で集まる事により人の姿を形作っているが、群れの中でも一際大きい蜂のような虫が本体であり、これを攻撃すれば倒せるようになっている。
人型の形態は女性の面影を連想させるが、これは前述のレポティッツァと同様にC-ウィルスが「ある女性」を複製しようとした影響によるものとされる（男性のマルコが変異した個体も同様）。
ウビストヴォ
ジェイク編、エイダ編に登場。
右腕がチェーンソーのように変質した完全変異体。名はセルビア語で「殺害」を意味する。
『4』以降登場している似たようなクリーチャーと同様、生体チェーンソーと化した腕による攻撃は即死あるいはDYING状態に陥るほどの甚大なダメージを食らう。そのため近づかないようにして戦うのが基本となるが、距離があるとジャンプ攻撃を仕掛けてくる。強靭な身体能力を有しているが、変異と同時に心臓の機能が右腕に移ってしまったらしく、生体チェーンソーは強力な武器であると同時に最大の弱点にもなっている。
名前の通り目につく物全てを攻撃するほどに凶暴性が強いためジュアヴォやゾンビにも攻撃を加える場合もある。これには生み出したネオアンブレラも扱いには苦慮しており無差別な殺戮以外に使い道がないとある研究員の手記にも書かれている。その一方で一度標的と定めた獲物を徹底的に追跡する執拗さをも併せ持っている。本編ではヘリのプロペラで切り刻まれて死亡した。
ラスラパンネ
全編に登場。
ほぼ不死身のクリーチャーで、完全変異体の中でも非常に異質。名前はセルビア語で「解体」を意味する。
外見は背の高い不気味な青白くツルツルとした外皮を持った人型だが、本体は腹腔内に潜むヒルのような形状をしたものであり、外皮は本体を守るために形成されたものに過ぎない。“一定のダメージを与える”などの条件を満たすと名前通りに上半身・下半身・腕がそれぞれ分離して襲いかかってくる群体のような存在で肉体を分割した後の再生も可能。また、軟体動物のように自身の形状を変化させることができるため、通気口やダクトなどの狭い空間に入り込むことができる。
人間の頭部を破壊しつつ体内に寄生体を送り込んで素体とし、繁殖させることも可能である。この影響で即死技にもなっており、組み付かれると、逃げ出しにくく高確率で倒されてしまう。ただし、上半身・下半身に分解させておけばこれを封じる事が可能。体術には耐性があり、掴まれると即死するので体術はしないほうがいい。
他の敵とは違い、基本的にある程度ダメージを与えると消滅させることはできず、白っぽい色に変わり、萎れたような状態になるだけで一定時間経過すると再生して再び襲ってくる。炎を弱点とし、高熱を感じると本体が体の外に飛び出してくる。なお、一部のイベントでのみ身体の一部または完全な撃退が可能な場面も存在する。
C-ウィルスを研究していた研究者も、このあまりにも奇妙な変異種の誕生は予測できていなかったらしく、そのことは研究室に残されていたメモからも確認できる。
モンスターデボラ
レオン編に登場。
C-ウィルスに感染し、サナギの過程を経て変貌を遂げたデボラ。人物紹介にはおらず、クリーチャーとして並んでいる（BIOHAZARD 6 ARTWORKSでは人物として紹介されている）。
前述した完全変異種と異なり、素体となったデボラの姿形は維持されているが、すでに自我や理性は失われている。ただ、姉であるヘレナを攻撃せず突き飛ばして遠ざける行動をとっているが、デボラ本人の意思かどうかは定かではない。非常に俊敏で高低差をものともせず動き回り、背中からサソリのような巨大な脚や尻尾を出して移動や攻撃をする。なお、デボラは高台からジャンプ攻撃してきた時にカウンターが取れる。

### B.O.W.
B.O.W.は「Bio Organic Weapon（有機生命体兵器または生物兵器）」の略。
ウスタナク
レオン編、ジェイク編に登場。ジェイク編の最終ボス。
巨大な人型のB.O.W.。
本作開始の2年前に、カーラに心酔していたネオアンブレラの科学者の白人男性を素体とし、その男性にC-ウィルスを投与して生み出された（ゲーム中で確認できるファイルによると、この男性は選ばれて素体になっただけでなく、自ら進んで素体になったとされている）。
前述通り生前はカーラに心酔していたため、カーラの命令には忠実である。名称はセルビア語で「決起」を意味する。
実験中の事故により失った右腕が機械のアタッチメントへと改造されており、伸縮自在のアームや3連装バルカン砲、ショットガン、ドリル、鉄球などの複数の武器に自在に換装が可能（作中では、事前に用意していた伸縮性のアームとショットガンとを換装している）。顔の大部分が醜く歪んでおり、視力も低下しているが、素体のC-ウィルスとの適合性が通常よりも高かったため、ジュアヴォとは全く別の変異を遂げており、B.O.W.でありながら論理的な思考が可能なうえ、聴力が異常に発達している。凄まじい腕力はもちろん、鈍重そうな見た目に反して、動きは非常に機敏で耐久力にも優れており、掘削機で貫通されたり、マグマに落とされたりしても死亡しないという脅威的な生命力を持ち、標的であるジェイクを執念深く追撃する。一方で、目標の捕獲の邪魔と判断したものは味方や無関係の者であろうとも抹殺してしまうなど、手段を選ばない一面もある。ジェイクとシェリーを執拗に追跡し、終盤ではジェイクとの格闘戦の末に敗れ、マグマに落下したが、死亡してはおらず、ボロボロになりながらも二人の脱出を阻むものの、最後はジェイクとシェリーの止めの銃撃によって今度こそ倒された。
オコ
ジェイク編に登場。
ウスタナクの背面から射出される小型の飛翔型B.O.W.。セルビア語で「眼」の意味の名の通り、基本的には視力の弱いウスタナクの眼の代わりを担う事に徹しており、自身は攻撃手段を持たない。
複数で青く発光させながら特定ルートを巡回し、標的を発見次第赤く発光させて、叫び声をあげてウスタナクに知らせるため、これらに見つからず行動するか、死角の背後から破壊するかの選択が必要となる。なお、殺さずにいくとリザルトメダルを獲得できる。
オグロマン
今作で1, 2を争うほどの巨大クリーチャー。 クリス編、ジェイク編に登場。
クリス達B.S.A.A.の前に突如姿を現した、超巨大な人型B.O.W.。名前はセルビア語で「巨大」を意味する。
腕を振り回す・足で踏みつける・車をつかんで投げるといった単純な動作しか出来ず、自分から電線に引っかかって感電するなど知能はかなり低い。背中に露出している生命維持器官と口内が弱点となっており、ここを攻撃するともがき苦しみ建物が近いと怯み膝をついたとき背中に乗れて強烈な攻撃をお見舞いできる。一方、『4』『5』の「エルヒガンテ」や「ンデス」と同様に、その巨体のために耐久力は並々ならぬものであり、弱点以外への攻撃は効果が薄い。
カーラからはイドニア反政府軍に対して「弱点のカバーができていないので実戦投入は早い」との説明がなされていたが、B.S.A.A.に対し劣勢となっていた反政府軍はこれを押し切る形で投入した。
設定資料によると外見は人型を維持しているが、内部骨格は昆虫に近いものに変異している。股を攻撃するとたまにアイテムをおとすのもいる。
イルジヤ
通称ヨーン改。クリス編に登場。
大蛇型のB.O.W.だが、素体は元は人間であり、C-ウィルスに感染し、変異を起こした末、生まれ変わったもの。そのためか、身体の一部にはかつて人間だった頃の面影が残されている所がある。
サーマルスコープですら感知困難なレベルの高度な光学迷彩の能力を持ち、背景に溶け込みつつ静かに獲物に忍び寄り、天井などから不意打ちで襲い掛かってくる。だが擬態は完全ではなく、移動すると背景が歪んだり独特な鳴き声が聞こえるほか、銃の赤外線を当てると輪郭が浮かび上がるため、発見は比較的容易である。また擬態できるのは外皮だけで、捕食の瞬間に口内が露わになるのが弱点。過度のダメージを受けると皮膚組織を硬質化させ、光学迷彩の能力は失われる代わりに防御力を向上させる。クリス達、B.S.A.A.の隊員の内キートン、リード、ジェフの三人もの隊員がイルジャにより犠牲となった。
名前はセルビア語で「幻影」を意味する。
ブルザク
レオン編に登場。
巨大なサメ型のB.O.W.。
イルジヤ同様、かつては人間だったようで、C-ウィルスの影響で変異、生まれ変わったもの。そのため、胸ビレの辺りは人間の腕に酷似しており、顔を真正面から見ると、人間の顔をとかしたような形をしている。
常に闇に包まれている地下水路に巣食っているため、視力を失っているが、代わりに聴覚が非常に発達しており、水の音や波長で獲物の位置を把握する。水の中で動くものであれば何でも捕食するほどに獰猛性が強いため、ファミリーの研究員からは不用品の処分係として使われていた。
なお、このクリーチャーとの戦闘は水中が主な舞台ということもあってか、ほとんどがQTEや適切な行動を取って撃退する特殊なものとなっている。
名前はセルビア語で「激流」を意味する。
ハオス
クリス編、ジェイク編に登場。クリス編の最終ボス（ジェイク編ではイベントムービーのみ）。
半透明な体を持つ巨人型B.O.W.で、全身の皮膚が透明で内部骨格が見えている。海中コンビナートの内部で蛹の状態で保管されており、エイダ（カーラ）が死亡すると、不完全な状態でも覚醒されて地上に放出されるようプログラムされていた。高い水圧のかかる深海でも活動可能なほどの極めて高い生命力を誇る。
戦闘時はその巨体自体が武器となり、背中から二本生えた帯状の触手や腕で殴りつけたり、指を鞭のように伸ばして攻撃する。生命の危機に陥ると再度サナギに戻り、肉体を再構築する能力を備えている。またレポティッツァより強力なガス発生器官を体内に持ち、そのウィルス濃度と拡散性はレポティッツァの数千倍と言われているため、シミュレーターでは「ハオスが放たれた場合、世界への感染率は短期間で100%となり、破滅する」とされている。また、分裂能力も持っているとされ、戦闘能力よりもウィルスの拡散性を重視されている。
コンビナートで目覚めてクリスたちを強襲すると、ピアーズに深手を負わせ、クリスを窮地に追い込んだが、強化型C-ウィルスで復活・変異したピアーズとクリスの奮闘によって一旦は沈黙する。クリスが脱出する際に脱出ポッドを襲撃、彼を再び窮地に追い詰めたが、ピアーズに狙撃されて沈み、そのままプラントの爆発に巻き込まれて完全に倒された。
セルビア語で「混沌」を意味する名と強大な汚染能力から、ネオアンブレラによる計画の鍵となる存在であることがうかがえる。またハオスとの戦闘はサナギになった時にサナギを潰し出てきたハオスに接近してR1ボタンで追撃という動作を3回繰り返さないと倒せない。
最高傑作
エイダ編に登場。
カーラが創造した恐らく最後のB.O.W.。
素体はシモンズからある重要な命令を受けたファミリーの科学者。他のC-ウィルスを用いたものと同様にサナギから生まれるようだが、誕生の間際にエイダにより破壊され、安置されていたカーラの研究所ごと葬られたため、辛うじて人型と判別できた以外は詳細不明。

### 強化型C-ウィルス系統
モンスターシモンズ/変異シモンズ
強化型C-ウィルスを撃ち込まれ、変貌を遂げたシモンズ。
強化されたウイルスの賜物から、これまでのC-ウィルス系B.O.W.と違いサナギの過程を経ることなく無限に肉体の変異を繰り返し、それに伴う圧倒的な攻撃力と耐久性を獲得しながらも、レオン達やエイダに対する怒りと憎しみによる強靭な意志で自我と知能を完全に維持している。
眉間に弾丸を撃ち込まれた上で電車に轢かれたり、高層ビルから落下して火の海に落ちても生命活動が停止しないなど、すさまじいほどの不死性を備えている。
シモンズとは以下の6形態と対峙する事になるが、第1・第2・第3形態時は戦闘中、肉体にダメージが蓄積されると人間形態に戻る欠点がある。
人間形態の特徴としては、全身にひび割れのような亀裂が生じており、変異する際はここを展開させたりする事で、宛ら可変式のロボットのような変異を起こしている。
第1形態：変異シモンズ ビースト
レオン編、エイダ編に登場。
シモンズが最初に変異した形態。
獅子や虎を思わせるような大型の猫科動物の姿をしている。壁にへばりついて登る事ができ、電車の周りを自在に移動する事が可能で、かなり敏捷な動きも可能。また、下記のケンタウルス形態からこの形態に任意での変化も可能で、レオン編では二度この形態と対峙する事になる。
この形態における弱点は、背中に浮かび上がった顔面。
第2形態：変異シモンズ ケンタウロス
レオン編、エイダ編に登場。
ビーストからさらに巨大化した形態。
人型に戻った頭部が花弁状になり、首を茎のように伸ばした半人半獣のケンタウロスの姿となった。シモンズとしての自我は健在なため会話も出来るが、声が変異の影響からかビースト形態よりも更に奇怪な声に変化している。
頭部を槍のように変形させて突き刺したり振り回して使う他に、体内で生成した骨をガトリングガンのように連射して撃ち出す事が可能で、射出によって失われた骨はC-ウィルスの効果で瞬時に再生される。
ビーストより体格は大きくなったが、ビースト同様、非常に俊敏な動きが可能で、走行する電車と平行して走る程の速力を有する。対面から来た電車を易々と弾き飛ばすなど、相当な怪力も有している。
状況により後述のダイナソー形態からこの形態やビースト形態に任意で戻る事も可能で、レオン編では二度の戦闘を行う事となり、エイダ編では最終ボスとして立ちはだかる。
首の真ん中にある肺が弱点となっている。
第3形態：変異シモンズ ダイナソー
レオン編、エイダ編に登場。
ケンタウルスから更に体格が大きくなり、ティラノサウルスのような恐竜の姿に変貌している。
口内に巨大な眼球が存在し、腹部にも内臓ではなくいくつもの眼が存在する。基本的に弱点はここだが、ただ単に身体を攻撃しても通用する。
ケンタウロス形態時のような飛び道具は持っていないが、凄まじい程の巨体とそれらを支える圧倒的なタフネスを有している。また、時折発する咆哮はかなり凄まじく、これを行われるとレオン達の場合は、必ず一時的に行動不能となってしまい、エイダの場合も距離が近い場合にのみ、一時的に行動不能となってしまう。
ビースト、ケンタウルスの時と違い、変異中は会話は出来ないが、シモンズの意識や、レオン達やエイダへの憎悪ははっきりと残っており、噛み付いて来たり、車を投げつけたり、飛び掛かって来たりと執拗に攻撃を仕掛ける。
第4形態：変異シモンズ スコーピオン
レオン編に登場。
度重なるダメージを受けたシモンズが回復手段としてゾンビを吸収すべく、人間形態時の肉体からモンスターデボラのように黒い触手を生やした形態。
ゾンビを吸収して変形する最中なのか、後側には人の手足が生えた肉塊が露見している。
最早自我が薄れつつあるためか、この形態以降は言葉を発しなくなっているが、レオン達への憎しみは未だ残り続けており、触手を振り回してレオン達に執拗に攻撃を仕掛ける。
特にこれと言った弱点はなく、ただ攻撃するだけで倒せる。
最終形態：変異シモンズ ヒュージフライ
レオン編に登場。
スコーピオン形態からさらに無数のゾンビを吸収し続け、自らの周囲に集る蝿を吸収した結果、そのDNAが優勢的に表れる形で肉体が肥大化し、巨大な蝿の姿に変貌した姿。レオン編の最終ボス。
ヒュージフライは大きく分けて2種類存在している。
ヒュージフライ・小
最初に対峙した際の姿。
姿形は蝿そのものであり、飛行能力を有するようになっており、ダメージを与えても人間形態に戻る事はなくなった。レオン達への憎しみは消えておらず、執拗に襲い掛かる。
弱点は眼。
ヒュージフライ・大
さらにゾンビを取り込み、より巨大化、蝿と蜘蛛が融合したような異様な外観に変化を遂げた。
弱点は眼球と足の関節だが、口元の強固に発達した触角で眼をカバーする上、関節以外の身体は硬質化（欠損部の回復の際は間節も硬質化し、ダメージを一切与えられなくなる）し、容易にはダメージを与えられなくなっている上、負傷したり、欠損するとすぐに周囲のゾンビを取り込み、損傷個所を修復しようとするため、周囲にゾンビがいる限りほぼ不死身である。倒すには、脚を二ヶ所以上破壊し、避雷針の刺さったゾンビを取り込ませダウンしたら眼に避雷針を刺す必要がある。
最終的に倒された後も、脱出の直前にボロボロの状態ながらも這い上がってきてレオン達に攻撃を加えようとしたが、脱出の直前にロケットランチャーでトドメを刺され(それ以外の武器で倒すとリザルトメダルが獲得できる)、クアッドタワーから空中分解をしながら人間形態に戻り、真下にあるオベリスクの先端に串刺しになり、死亡した。なおシモンズの血により床の模様がアンブレラのロゴマークだとわかる。
モンスターピアーズ/変異ピアーズ
クリス編に登場。
ハオスの猛攻により窮地に立たされたクリスを救うため、自ら強化型C-ウィルスを撃ち込み変異したピアーズ。シモンズと同様にサナギの過程を経ずに変異しており、ハオスの攻撃によって損傷・切断した右腕が『4』のクラウザーの変異した腕を思わせる形状に変貌しつつ再生後、そこから体内で発生させた電撃を集約して撃ちだすことが可能となった（ピアーズキャノン）。このピアーズキャノンは、弾数式ではなく体力を消耗して攻撃を行う。チャージは一秒程度で構わない。体力は時間経過で回復していく。フィジカルコンバットゲージがゼロのまま固定となり、通常格闘が不能となる。
作中で唯一プレイヤー側に終始加担するクリーチャーであり、ハオス戦ではクリスを助けて守るという強靭な意思を持って一度はウィルスを完全に制御している。しかし目的(クリス救出)を果たしたことで精神的な支えを失って一気に変異が進んだため、クリスにB.S.A.A.の将来を託して脱出させ、一人コンビナートの爆発に身を投じた。死亡したと断言できる描写は書かれておらず、言及もないため安否は不明。
カーラスポア
エイダ編に登場。
シモンズの指示よって差し向けられたファミリーからの銃撃で致命傷を負ったカーラが自らに強化型C-ウィルスを撃ち込み変貌したクリーチャー。
全身が不定型な泥のような姿をしており、変異し始めた直後こそは辛うじてエイダ（カーラ）の姿を保っていたが、徐々にエイダとしての姿形を失っていき、直後に爆発的な変異を引き起こす。
戦場となる空母ではあらゆる場所にへばりついており、顔や手足が不気味に浮かび上がり、それぞれがカーラの意思によって動いている。浮かび上がった顔による噛みつきや手でつかみかかってくる。浮かび上がる顔は銃撃をし続ける事で怯ませて動きを封じる事ができる。倒すには液体窒素のガスボンベを撃ち抜いて、凍結、崩壊させる以外に方法がないため、場所によっては倒す事は不可能。
その泥状の性質から、銃弾や火器類などの攻撃は殆ど通用せず、攻撃を受けてもウィルスの力で瞬時に再生するため、通常火器で倒すのはほぼ実質不可能。基本的にカーラスポアは大きく下の2種類に分けられる。
S-type
周りの泥状の自らの肉体から人型の複製として生み出されたもの。
ゆっくりと不気味に近寄ってきて消化液を飛ばして攻撃を加えてくる。赤く腫れ上がった腫瘍が弱点となっており、倒そうと思えば倒せるが、泥状の性質故、耐久力は非常に高くかなりの銃弾を撃ち込まなければ倒せない。その姿はエイダのそれに似通っている。
L-type
空母の出口を埋め尽くす程にまで非常に巨大な歪んだ顔に形成されたもの。
顔の横に手が生えた形となっており、基本的に攻撃は仕掛けず、S-typeを生み出してそれらに攻撃を任せる形となる。普通に銃撃を撃ち込んでも、顔は崩れて穴が空くものの瞬時に再生し、ダメージは与えられない。両目の腫瘍を破壊すると再生速度が遅くなる為、穴が空いている間に後ろにある液体窒素ボンベを撃ち抜き、凍結、崩壊させる以外に倒す方法がない。
最期までエイダに成り代わろうとする執念深さと、自分を道具として使い、切り捨てたシモンズに対する強い憎悪から辛うじてカーラとしての意思は残っており、オリジナルのエイダに対して「私が本物のエイダ・ウォンだ」「憎い！殺してやる！」等の言葉を吐きながら襲い掛かるが、最期はエイダによって上記の液体窒素を用いた攻撃をくらい、断末魔の叫び声を上げながら死亡する。

## 敵以外の動物
『4』『5』と同様、本作でもC-ウィルスの影響を受けていない動物たちが登場する。今回は倒してもアイテムを得ることはできないものの撃破数にカウントされ、リザルト時にメダルをもらうことが出来る。
ネズミ
主に建物の隙間を根城としている。非常に小さく攻撃が当てづらい。
カラス
レオン編のトールオークスに生息する。過去作品のようなウィルスには感染した個体が存在しないため、プレイヤーに危害は加えない。
近寄るとすぐに飛び去ってしまううえに、体色が黒く登場するのが闇夜のトールオークス市内でもあるため、かなり見つけにくくなっている。
ニワトリ
ランシャン市内の市場で飼われている。今作では回復アイテムがハーブから作製されるタブレットと救急スプレーに限定されているため、卵は産まない。
コウモリ
トールオークス市内のカタコンペ最深部やイドニアの採掘場に潜んでいる。カラスと同じく近寄ると逃げてしまい、しかも天井に潜んでいるため見つけにくい。
ヘビ
カタコンペ内に安置されている棺の中に潜み、蓋を開けると飛びかかってくる。ニワトリと同じく卵は落とさない。
クモ
カタコンペのある場所にしか生息しておらず、クリーチャー以外の動物達の中でも個体数は極めて少ない。やはりウィルスには感染しておらず、襲いかかることもない。

## 用語
DSO (Division of Security Operations)
レオンとシェリーの所属する大統領直轄のエージェント組織。2011年にバイオテロから国家を守る組織が必要と判断したアダム・ベンフォード大統領の指示により下記のFOSと共に設立された。DSOに所属するエージェントたちは様々な組織から選抜され、国家及び大統領のために戦う彼らの行動は「絶対的な正義」と見なされている。設立当初から所属するレオンら、DSOのエージェントの挙げる働き・成果はすさまじく、DSOは設立からわずか2年で大統領の剣と評されることになった。
FOS (Field Operations Support)
世界中に散らばる合衆国エージェントの統括およびそのサポートを行うオペレーターの連携を強化することを目的としており、設立にはレオンやハニガンも関わっている。DSO同様、2011年にアダム・ベンフォード大統領が設立する。
現在は、DSOのサポートを主としている。
B.S.A.A. (Bioterrorism Security Assessment Alliance)
2003年に製薬企業連盟の出資によって設立されたクリスやピアーズが所属する国連の対バイオテロ部隊。
本作では目的地を示すコードネームにトランプにちなんだものが多用されている。
詳細はB.S.A.A.を参照。
USSS (United State Secret Service)
ヘレナが所属するアメリカのシークレットサービス。主に大統領の警護をしている。
イドニア反政府軍 (Edonian Liberation Army)
ジェイクが雇われた武装組織。
イドニアは1980年代後半に、民主化を果たすも20年が経過し、内政は乱れて混乱し始める。そんな中、軍部によるクーデター事件が発生するも、このクーデター事件がきっかけで、政府が結束し、混乱は収まる。当時のイドニア首相は議会を解散させ、「イドニアは、EU諸国と協調・連携すべき」と説く政党が第一党となった。
クーデターを起こした軍部は壊滅状態に陥るも、過激派は反政府軍となって抵抗を続け、周辺諸国の不安定な状況に便乗。それに加え、イドニアの貧困層の人間が暴徒化し、2010年に内戦状態に突入した。さらには何者かが反政府軍の人間にC-ウィルスをまき、反政府軍所属の兵士がジュアヴォと呼ばれるB.O.Wに変異。B.S.A.A.が介入に乗り出す事態となり、さらに内戦は激化することになった。
元を正せばイドニアの軍部であるため、ジュアヴォを含むB.O.Wのみならず、旧式の兵器を改良したものを含め、戦車や列車砲、高射砲や大型輸送ヘリに輸送機と、強力な戦力を有する。
イドニア反政府軍のエンブレムには蜘蛛がデザインされ「LAVITA NUOVA（新生）」というメッセージが添えられている。ジュアヴォの支配後は後述のネオアンブレラのバックアップを受けている。
クリスの部隊が壊滅し、ジェイク達がネオアンブレラに捕らえられた後、内戦の結末や反政府軍がどうなったかは劇中では明かされていない。
ファミリー (Family)
かつてシモンズ家一族が創設した組織。
シモンズ家の現当主であるディレック・C・シモンズが事実上の長である。
莫大な財力と世界中に散らばる組織のネットワークを駆使し、古来から「世界の安定」を目的として世界の裏側で暗躍してきたとされる。しかしファミリーにとって「世界の安定＝シモンズ家にとって最も有益な世界」であるため必ずしも世界平和を謳っている訳ではない。なお、劇中ではエイダから「この国（アメリカ）を作った連中」もしくは「実際にこの国（アメリカ）を牛耳っている連中」と称され、もう一人のエイダ（カーラ）はシモンズとの会話の中で「今日までの世界を築いたのは、あなたとあなたのファミリーよ」と発言している。
現代においての世界の安定はアメリカを頂点とするピラミッド型勢力図こそが安定とされており、それを崩そうとする者は罪人とし、大統領や国だろうと容赦なく断罪する。またその方法は手段を選ばず、たとえ民間人や無関係者が巻き込まれ犠牲になろうが意に介すことなく実行される。
その一方で組織の内部に対してもその冷徹な方針は徹底されており、シモンズが強化型C-ウィルスで怪物化したのを確認した途端、ファミリーの構成員たちは即座に新しい長を設定して、彼を見捨てた。
C-ウィルス (C-Virus)
カーラ・ラダメスにより開発され、物語本編の半年前にイドニア共和国でその存在が確認された新種のウィルス。始祖ウィルスから抽出した「DNAを変異させる特性」にt-Veronicaを組み合わせた「t-02」に、シェリー・バーキンから採取したG-ウィルスを合成させたことにより、感染者は知能を保ったままの肉体の変異を可能としている。また感染者は変異の過程でサナギ化し一旦活動を停止するが、その中ではさらに激しい変異が繰り返されておりその後“完全体”となり姿を現す。また生命活動が停止した際は体が燃え上がり灰化する。C-ウィルスのCの語源は“Chrysalid（サナギ）”。
強化型C-ウィルス
本編のレオン編、クリス編、エイダ編終盤で登場。
C-ウィルスにジェイクの血を混合させたもので、サナギ化の過程を経ずに肉体が変異し、驚異的な不死性を備えており、なおかつ知能の低下が見られないなどの特徴が存在する。また、強靭な精神力があればウィルスを制御することも可能。事実、投与されたシモンズはレオンたちへの復讐に燃え上がり何度も変異を繰り返しながら復活したが、自我や知能の喪失が見受けられず、ピアーズは肉体が侵食されながらも最期まで理性を保っていた。強化型C-ウィルスは生成自体が非常に難しいうえに生成方法はエイダ「カーラ・ラダメス」以外にその製法を知る者はいない。
ネオアンブレラ (Neo Umbrella)
事件の最中、突如浮上した壊滅した筈のアンブレラの名を冠するワード。最終目的を“混沌”と称するその志向からハニガンはテロリストの集団と判断している。実態はファミリーが抱えていた研究機関を前身として、組織の名もテロ活動を行う上での演出でしかない。
その最初は半年前、イドニア反政府軍のスポンサーとしてエイダ（カーラ）と彼女率いるジュアヴォたちがイドニア共和国に現れ、B.O.W.の実戦データ収集とジェイク・ミューラーの確保を兼ねて、ジェイクやクリスの前に立ちはだかった。

## 登場武器
前作までは実銃の外観及び正式名称を持つ銃器が多かったが、本作ではオリジナルデザインの銃器が多数を占めている。新たに「モードチェンジ」システムが採用され、一つの武器で二種類の弾薬を使用出来たり、拳銃の二挺化等の切り替えが可能な銃器等が初登場している。なお、本作では武器改造システムは廃止されたために個々の武器の性能に関する変動はなく、スキルの装着で威力の増減や反動軽減等の変動が生じる。さらに使える武器はシナリオによって決められている。
なお、前作同様に無限弾数にできるが、今回はハンドガンやマグナム等、各種の無限弾スキルを着けなければ無限弾数にできなくなっており一度にセットできるスキルの数も3つなので、全ての武器を無限弾にすることは出来ない。また前作では操作ボタンを押し続ければ発砲し続けることができたのに対し、今回は所持弾数が無限になるだけで打ちっぱなしができず弾が切れるようになっており、そのたびに装填しなければならない等の変更点がある。

### ハンドガン
一般的な9mm弾薬を用いる拳銃類。後述のマシンピストルと弾薬は共通ながら、カテゴリは区別されている。
ハンドガン909
本作で標準的な性能のハンドガン。クリス・ジェイク・エージェントの初期装備の一つ。クリティカル率はハンドガンの中では最も高いが、逆に装弾数は最も少ない。
ウィングシューター
レオンの初期装備の一つで、モードチェンジによる一挺及び二挺拳銃の選択が可能となったシリーズ初のハンドガン。二挺拳銃時の装弾数はハンドガン中最大な上に連射性能も高めだが、一発辺りの威力はハンドガン中最低である。
ピカドール
ヘレナの初期装備の一つ。一発辺りの威力はハンドガンの中では最も高いが、その分発射間隔はやや劣り、クリティカル率に至ってはハンドガン中最低である。
トリプルショット
シェリーの初期装備の一つで、その名の通り3点バースト射撃が可能なハンドガン。二挺拳銃時のウィングシューターに次ぐ装弾数の多さと連射性能で制圧する。なお、モードチェンジによるバーストとセミオート（単発）射撃の選択が可能となっている。

### マシンピストル
ハンドガンと共通の9mm弾薬を用いる連射可能な銃器だが、実質的にこのカテゴリに属する銃器は中型または大型のサブマシンガンのみで、3点バースト射撃が可能なトリプルショットは含まれない。全般的にハンドガンより威力は劣るが、連射性能と装弾数は上回っている。エイダ・ピアーズルートではハンドガンが登場しないため、マシンピストルがハンドガンの役割を担うことになる。
AB-50
UZIやMAC10のような外観を持つマシンピストル。ウィングシューター以上の装弾数を誇るが威力はハンドガン・マシンピストル中最低であるうえ、フルオート射撃限定でセミオート射撃の場合はトリガーの引き加減でしか行えないため、射撃にはやや慣れが必要である。エイダの初期装備にして専用装備となっているほか、一部のジュアヴォもこれで武装している。
MP-AF
ピアーズの初期装備の一つで、UMPに近い近代的な外観のマシンピストル。B.S.A.A.制式採用の銃器でもある。やはりハンドガン系統には劣るもののAB-50と比較して威力は高く、フルオートとセミオートの射撃モードの切り替えが可能となっている。装弾数はAB-50及びウィングシューターより少ない。

### アサルトライフル
5.56mm NATO弾を用いる突撃銃類。全般的にハンドガンより威力が低かった前作までとは異なり、本作では全般的にハンドガン・マシンピストル類より一発辺りの威力が高められているほか、敵一体を貫通するため複数の敵にダメージを与えられる。なお、全てフルオート射撃限定のため、AB-50と同じくセミオートのように単発で射撃するにはやや慣れが必要となる。
アサルトライフルST
クリスの初期装備の一つで、SCARやACRにキャリングハンドルを装備したような外観を持った、MP-AFと同じくB.S.A.A.制式採用のアサルトライフル。平均的な性能を持ち、クリティカル率はアサルトライフルの中では最も高い。特殊な能力こそないがブレと反動が小さい。
アサルトライフルRN
AK風の外観のアサルトライフル。最大の特徴は銃身に装着された銃剣で、体術の際にはこれを用いるため、ほかのアサルトライフル装備時の体術より威力が高く設定されている。また、アサルトライフル中最高の威力を誇るが、逆にクリティカル率は最低であり、射撃時のブレも全アサルトライフル中では大きい。
アサルトライフルBC (アサルトライフル側)
シリーズ初のグレネードランチャー一体型のアサルトライフル。威力はアサルトライフル中最低だがグレネードランチャー炸裂弾を装填可能なため、モードチェンジにより状況に応じて弾薬を撃ち分けることができる（グレネードランチャー側の性能については後述）。他のアサルトと比べて、ブレが最も少なく扱いやすい。

### ショットガン
ハンドガン並みの威力の弾を一度に7発同時に発射する散弾銃類。近距離で射撃すれば敵一体につき多くのダメージを与えたり、乱戦時でも複数の敵を一気に攻撃可能な利点を持つが、遠距離への射撃の場合は威力が落ちやすい欠点を持つ。前作の5と違い遠距離のダメージが決められている。
ショットガン
ソードオフされた一般的なポンプアクション式のショットガン。連射には向かないが威力と装弾数はショットガン中最大を誇る。一般的な12ゲージ弾薬を使用。B.S.A.A.正式採用の銃器なのかは不明だが、これを装備しているB.S.A.A.隊員がいる。
アサルトショットガン
軍・警察向けに改良されたセミオートのショットガン。それなりに連射が可能で、散弾の広がりと遠距離における威力の減衰がショットガン中最も少ない。これも12ゲージ弾薬を用いる。
ハイドラ
前作にも登場。ヘレナの初期装備の一つで、水平3連タイプのバレルが特徴の元折れ式ショットガン。ヘレナ限定だが最初から使用可能で、ショットガン中最も連射性能に秀でているという利点を持つが、専用の10ゲージ弾薬しか使えないうえに装弾数は外観通りの3発であるため、前作より弱体化されている。また、この武器でのクイックショットは特殊なアクションを行い、全弾撃ち尽くすと自動的にリロードする。

### スナイパーライフル
スコープを標準装備した高精度射撃が可能な狙撃銃類だが、本作ではスコープのズーム設定が無段階調整ではなく二段階（特定スキル装備時のみ三段階）の調整のみとなったため、前作までと比較してやや使い勝手が落ちている。
スナイパーライフル
一般的なボルトアクション式の狙撃銃。一発の射撃毎にスコープから目を離しつつ次弾を装填するうえ、固定式マガジンのため弾薬の装填速度も遅く、連射が利かない上に射撃後の隙も非常に大きい。ただし、ゾンビやジュアヴォの頭部に当てれば必ずクリティカル発生となるほか、敵を二体まで貫通可能。弾薬はセミオートスナイパーライフルと共用の7.62mm NATO弾を使用する。
セミオートスナイパーライフル
DSR-1に似た外観で、その名の通りセミオート射撃機構とボックスマガジンを装備した狙撃銃。スナイパーライフル及びアンチマテリアルライフルと比較して連射性能と装填速度に勝るが、威力・装弾数共に最低であり、クリティカル率も75%と落ちている。これも7.62mm NATO弾を使用する。
アンチマテリアルライフル
ピアーズの初期装備の一つで、NTWに似た外観が特徴的な対物・遠距離狙撃銃。スナイパーライフル中最も高い威力を持ち、敵三体を貫通可能で必ずクリティカルも発生する。その上ボックスマガジン式のため装弾数も高く、同様に装填速度も速い。その一方でボルトアクション式のため連射は利かず、一発射撃するごとに隙が生じやすい。サーマルスコープを標準装備しているため敵を探知しやすい（前述のイルジャが見えなかったのは、サーマルスコープですら感知困難なレベルの高度な光学迷彩の能力を持っていたからである）。弾薬は専用の12.7mm弾を使用する。

### マグナム
極めて強力なマグナム弾薬を用いる大型の拳銃類。
ライトニングホーク
『5』『RV』と同名のデザートイーグルをモチーフとしたオートマチック式マグナムハンドガン。後述のエレファントキラーと比較して威力は劣るが、装弾数と連射性能は上回る。装填速度もこちらの方が速い。弾薬は専用の50Action-Express（アクションエクスプレス、略称AE）弾を用いる。
エレファントキラー
S&W M500を中折れ式にしたような見た目の“象殺し”の名を持つマグナムリボルバー。その名の通り極めて高い威力を誇るが、その威力に伴う反動が非常に大きいため、連射性能は極めて低く慎重な扱いを要求される。弾薬は専用の500S&Wマグナム弾を使用。『4』と『5』にも名称は異なるが登場している。

### グレネードランチャー
前作と比べると弾薬の種類は減少している。着弾すると炸裂し大ダメージを与えられる40mm口径弾薬の擲弾発射器類。銃本体は独立したものと前述のアサルトライフルBCに装着されたものの2種類が、弾薬自体は3種類が登場する。
グレネードランチャー
リボルバー式のグレネードランチャー。このタイプのみ3種類の弾薬を使用可能で、着弾すると爆発する炸裂弾、液体窒素を充填し標的を凍結させる冷凍弾、濃硫酸を充填した対B.O.W.向けの硫酸弾を撃ち分けられる。装弾数は6発で、装填速度はかなり遅いが、それなりに連射が利く。またモードチェンジの度に弾を装填する。
アサルトライフルBC (グレネードランチャー側)
アサルトライフル銃身下部に装着されたアンダーバレルタイプのグレネードランチャー。単発タイプなので連射は不可能な上に炸裂弾しか装填出来ないが、威力は同等。アサルトライフルと一体化されているため5.56mm NATO弾と炸裂弾の撃ち分けが可能な強みも持っている。

### 近接武器
本作における近接武器にはナイフ系統とスタンバトンがある。総じて威力はハンドガンと同等またはそれ以上で、弾薬は用いないので非常に使い勝手が高い。
サバイバルナイフ
レオンの初期装備の一つ。斬りつけた対象がゾンビ等なら攻撃された時に背面を向きやすく、そこから強力な背面体術を狙うことも可能。
コンバットナイフ
クリスの初期装備の一つ。レオンのサバイバルナイフと使い勝手は似ているが、こちらは独自の攻撃動作があり、クイックショットではより強力な二連続の斬り付け、背面体術では首を掻き切る、カウンターでは腹部への突き刺しを繰り出すことが可能となっている。
スタンバトン
過去のシリーズ作品で登場したスタンロッドの一種。電撃のチャージが可能で、この状態で当てれば電気による追加ダメージも与えられる。シェリーの初期装備の一つで、一部のジュアヴォの武装でもある（スタンバトンとは別種のジュアヴォ専用装備のスタンロッドも登場する）。

### サブウエポン
本作では手榴弾系統の爆発物を構えた際に照準が表示されるようになったため、過去のシリーズよりも狙いをつけやすくなっている。シナリオ毎に2種類しか使えない。
手榴弾
クリス編とエイダ編のみ登場。投擲後、わずかな間を置いて爆発する。爆風の範囲が広く複数の敵を巻き込める上に威力も高いが、近い距離に投げると自分もダメージを受ける。
焼夷手榴弾
レオン編とエイダ編のみ登場。こちらは地面に着弾後、すぐに爆発し火炎を撒き散らす。ゾンビ等一部の敵には非常に有効。
閃光手榴弾
クリス編とジェイク編のみ登場。焼夷手榴弾と同じく、地面に着弾すると強く発光し一時的に視界を封じる。前作のプラーガ系統ほど多くはないが、この光を当てれば即死する敵も存在する。
リモコン爆弾
レオン編とジェイク編のみ登場。上記三種とは異なり、設置後にスイッチで遠隔操作し爆破させる爆弾。爆発物系統の中でも最も高い威力を誇り、長時間置いても爆発しないため爆破地点に敵をおびき寄せる使い道もある。

### その他
クロスボウ
エイダの初期装備の一つ。『4』と違い装弾数が一発のみで毎回リロードが必要だが、威力は高い。通常の矢と先端に爆薬を取り付けたパイルボムの矢を使い分けることが可能で、後者はグレネードランチャー炸裂弾に匹敵する威力と攻撃範囲を誇る。また『4』とは違い着弾後にすぐに爆発するするのではなく、同作に登場したマインスロアーのように着弾後に数秒経ってから爆発する。
なお、クイックショットを使うと、敵を自動で狙い打ちできるうえ、自動で装填されるので使い方次第で大いに役立つ。
使わない時は、弓の部分を折り畳んでコンパクトな形になるよう、設計されている。
ガンタレット
一部の装甲車や輸送機等に装備されている機関銃で、一般的なマシンガンタイプとガトリングガンタイプの二種類が存在する。装弾数は無限だが、慎重に扱う必要があり、連射しすぎるとオーバーヒートしてしまうため、一旦射撃を停止し冷却する必要がある。
カメラタレット
ジェイク編にて登場する中国ネオアンブレラ研究所内部に設置されている、監視カメラに機関銃とレーザーサイトが一体化されたもの。監視室の装置から遠隔操作して、敵を倒すことが可能。エイダ編にもネオアンブレラが占拠した潜水艦内部に設置されており、こちらはこれを作動させる専用の台があるが、これを踏むと、なぜか侵入者であるエイダを狙わずに、潜水艦内を警備しているネオアンブレラ・ジュアヴォに発砲している。これを見たエイダも「……撃つ相手を 間違えてないかしら？」と発言している。
ピアーズキャノン
モンスターピアーズの武器化した右腕の名称。体内で生成した電気を射出する。電撃のチャージも可能で、最大チャージ時の電撃の威力はロケットランチャーに次ぐ絶大な威力を誇る。その性質故に攻撃時は体力ゲージを消費するため多用は禁物だが、ウィルスによる攻撃能力と共に回復能力も獲得しているため、体力の回復を待ちつつ攻撃の機会をうかがうなどの細かな立ち回りが必要となる。
ロケットランチャー
RPG-7。全武器中最大の威力を誇るが、シナリオモードではレオン編のある場面におけるイベント用アイテムとしての入手（その場限りの使い捨て）で、実際に使用できるのはマーセナリーズにおけるクリス（エクストラコスチューム）及びPC版のザ・マーセナリーズ・アンリミテッドの追加キャラであるコーチのみ。装弾数は一発のみで、過去作品のクリア特典となっていた無限弾タイプのものは存在しない。
素手
ジェイクの初期装備の一つ。フィジカルコンバットゲージや特定条件を伴わない体術のため、気軽に使用出来る。また、溜め攻撃が可能で、そこから繰り出される最大5連続の打撃による攻撃は非常に威力が高い（溜め攻撃およびクイックショットは段階ごとにコンバットゲージを消費する）。

## 舞台

### 中国
蘭祥（ランシャン）
中国南部沿岸に位置する大都市で、複数の地区に分けられている。かつてはイギリス植民地であり、市民やジュアヴォは広東語を話す。モデルは香港。
達芝（ターチィ）
蘭祥の中心部ともいえるべき地区。バイオテロ発生時には直接被害はなかったものの、レポティッツァのガスを搭載したミサイルがターチィ沖の空母より放たれ、ターチィ上空にて爆発。蒼いガスの充満により市民やB.S.A.A.隊員の多くはゾンビ化してしまった。
バイオテロが発生したターチィの避難場所となった80階の高さを誇る高層ビル“クアッドタワー”がシモンズとの最終決戦の場となる。
偉葉（ワイイプ）
ターチィに近接する地区。ジュアヴォが発生しており街の破壊や市民の殺戮を行っているためB.S.A.A.隊員が派遣されている。海浜部には元門港及び元門大橋が存在する。
古代の城砦跡に築かれたスラム街“保沙湾（ポイサワン）”がある。ほぼ無法地帯であり、無計画かつ無造作に増改築が繰り返されたため地形は非常に複雑。中国語名は偉葉のとある公園で発見可能。モデルは九竜城砦及び九龍城。
クーチェン
シェリー組とシモンズが落ち合う場所となった“崑崙（クンルン）ビル”があり内部にはネオアンブレラの所有する研究所のひとつ“文西医学研究所（ヴィンチ・メディカル・リサーチ・センター）”がある。培養カプセルに入ったサナギも確認でき、さらに小型の機械兵器の開発も行っている。
それぞれ別の目的で動いていたはずのレオンとクリスが奇しくも再会する場所である。
関穎河
運河に築かれた水上地区。多くの桟橋や商業船が点在し、巨大な水上レストランも存在する。クリス達が到着した時には、放棄され船室内には点心やタンタン麺、炒麺、フカヒレスープ、北京ダックが放置されている。
航空機
レオンたちが中国に向かう際に乗り込んだ米国政府専用機。パイロットがレポティッツァに変異したことで、機内の乗員が全員ゾンビ化してしまう。後に蘭祥市街地に不時着した。
中国ネオアンブレラ研究所
蘭祥近郊にある外観や内装が紫禁城や国立故宮博物院に似た巨大な豪邸に偽装された研究所。エントランスには、巨大な金メッキの仏像や祭壇、金製格子付きの武器架、2階屋内テラスが設置され竹林が飾られている。中心部にグランドピアノ、シャンパンタワー、フルーツタワーが飾られたバーが存在する。寝室には天蓋付ベッドや中国歴史的な展示品、楽器、漆と金細工の置物が置かれ大変豪華である。書斎や応接室は調度品で埋め尽くされ、図書室は貴重な書物が置かれいる。下階層には、甲骨文字が記された巨大な壁画が展示されている。他にも、周囲を蓮やシュロチクで飾られた大理石製屋内沐浴場があり、中央部は金メッキの牛像から滝が流れているなど圧巻である。中庭もあり、蓮の池、巨大な仏像と竹林が飾られ、併設されたコンクリート現代建築のショールームにはトロフィー、高級車、高級オートバイが展示され、蓮を象ったライトが灯るテラスには古代・中世の貴重な巻物が収蔵されている。このように表向きの外観と内装は邸宅を装っているが、中枢には一面白壁の研究施設や遠隔操作式RWSが存在する。
100人規模の武装したジュアヴォが厳重な警備をしており、また施設内にはWZ-10攻撃ヘリやT-34-85近代化改修型戦車が配備され有事の際にも即座に対応できるようになっている。
ネオアンブレラ空母
元門港に停泊しているネオアンブレラに占拠された中国海軍の空母。艦内には酒保や船内射撃訓練場がある。しかし、２隻とも飛行甲板は中国空母の特徴であるスキージャンプ式ではなく、フラットな構造である。艦影や飛行甲板と艦橋の形状はニミッツ級原子力空母に酷似している。また、搭載装備には、T-34-85近代化改修型や装甲車、ジープ、トラックが多数存在する。艦内は全身ボディーアーマーやヘルット、視界センサー付き防弾フェイスガード・ガスマスクで重武装したネオアンブレラ・ジュアヴォがひしめいている。クリス編の最後には、レポティッツァのガスを搭載したミサイルを飛行甲板に積載した別の空母も確認できる。ボンネットバスを流用したミサイル専用管制室が置かれている。搭載機は２隻ともJ-10、CH-47、ハリアーⅡ。
周囲には護衛の船舶が航行している。
ネオアンブレラ海底研究所
蘭祥沖のある海上プラントに偽装されたネオアンブレラの研究所。非常に巨大な施設で、ネオアンブレラがどこから資金を集めているのかは不明である。
海底からマグマを引き上げており過酷な環境下での実験を行っているほか、最深部にはハオスが封印されたサナギが格納されている。
マグマ動力炉
ジェイク、シェリーとウスタナク最終決戦の場所。

### アメリカ合衆国
トールオークス
人口7万人の中小都市。トールオークス大学やシモンズ一家が管理するトールオークス教会を構える。大学を中心としてバイオハザードが拡大し、町全体へと広がっていった（発災の主な要因はレポティッツァによるものと見られる）。
それでも町には依然として相当数の生存者が存在し、銃を持ち奮闘する者や教会へ避難する者がいたが、最後はラクーンと同じく滅菌作戦によるミサイル攻撃を受け、町は消滅。後にクリスと対峙した際のレオンの台詞から推測すると市民の9割以上が死亡した模様。
地下鉄
トールオークスの地下鉄。すでにウイルス汚染によって大量のゾンビが発生しており、また暴走状態の電車が延々と走り続けている。
トールオークス教会
トールオークス市内に存在する教会。地下にはシモンズ家の研究所がある。バイオハザード発生時は市民の避難所となっていた。
カタコンベ
トールオークス教会の地下に存在するカタコンベ。最深部は広大な遺跡に存在する、レオンによると「ロストワールド」。
潜水艦
北大西洋の深海に潜航する外見がロサンゼルス級原子力潜水艦に酷似した潜水艦。エイダ編序盤の舞台となる。魚雷で武装されているほか、艦内廊下にも固定機銃やRWSが多数設置されている。エイダの掌紋や声紋を認識するセキュリティシステムが稼働しており、大勢の武装したジュアヴォが警備している。ほかにも洋館のような部屋も存在し、誰が何の目的で作ったかは不可解な点が多い。後にエイダが脱出後、艦は爆発・沈没したが、この一件はレオン編のテレビの放送で「『海軍の』潜水艦」が消息を絶ったニュースとして偽装されていた。

### 東欧
イドニア共和国
雪が降りしきる政府側と反政府側での内戦が起きている国。エイダが（栄養剤と称して）配ったC-ウイルスによって反政府側のゲリラや傭兵は一部やジェイクを除いてジュアヴォへと変貌してしまった。これを鎮圧するためクリスたちB.S.A.A.が送り込まれることになった。ジュアヴォがここで話す言語はセルビア語。
高架橋
市街地を二分する渓谷に架かった古い鉄橋。上下2層構造になっており、上層部は鉄道の線路がある。下層部ではクリス達が戦車と戦う。
市庁舎
大量の人型のサナギがあちこちにある。
クリス達アルファチームの隊員は囚われていたという女性、エイダ・ウォンを発見する。
雪山
ヘリコプターに乗っていたシェリーとジェイクがウスタナクの襲撃を受けて、遭難した雪山。吹雪が常に吹き荒れ、視界が悪くなっている。
採掘場
ウスタナクがジェイクを探すために、ここでオコを使う。

## エクストラコンテンツ
ゲーム本編とは別に存在するミニゲーム。シリーズ恒例のザ・マーセナリーズをはじめ、複数のゲームモードが存在する。なお、エージェントハントとザ・マーセナリーズの二つ(PC版ではザ・マーセナリーズ・アンリミテッドを含めた三つ)以外は有料ダウンロードコンテンツとなっている。

### エージェントハント
オンライン専用コンテンツ。
プレイヤーはクリーチャーを操作し、他のプレイヤーのゲームに乱入することができる。操作できるクリーチャーはステージごとに種類が限られており、開始時や復活時にランダムに決定される。クリーチャーごとに多彩な攻撃方法を持ち、撃破されても終了まで何度も復活することが可能。復活時には復活地点をある程度選ぶことができる。プレイヤーキャラを撃破するか、別のステージに移動された時点でゲーム終了となる。

### ザ・マーセナリーズ
オンライン・オフライン両方に対応したコンテンツ。
制限時間内にステージ中の敵を撃破していくモード。制限時間はステージ中に設置されているオブジェクトを破壊することで伸ばすことができる他、体術やカウンターを行う事によっても加算される。また、緑色のエクストラコンボボーナスオブジェクトを破壊すると、一定時間コンボボーナスが加算されるようになる。
制限時間が尽きるか、敵キャラクターを150体撃破した時点で終了となる。各ステージにはゾンビまたはジュアヴォ系統の他にも隠しボスが存在し、ステージごとに異なる条件を満たすことで出現する。

### ザ・マーセナリーズ・アンリミテッド
Steamで配信されているPC版にのみ搭載されているモード。オフライン・オンライン両方に対応。
基本的なルールはザ・マーセナリーズと同一だが、敵キャラクターが画面を埋め尽くさんばかりに出現するモード。そのため、PCのスペック次第では処理落ちが発生してしまう場合がある。通常版との主な違いとしては、
- 敵の数が増加した一方で敵の体力が減少。
- アイテムの配置場所が変更もしくは増加。
- 撃破数の上限が300体に増加。
- フィニッシュブロー時に加算されるタイムが7秒から8秒に変更。
- 本作と同様にSteamで配信されており、同じくゾンビを題材としたFPSゲーム『Left 4 Dead 2』より操作キャラとして主人公キャラクター4人、敵キャラクター2体が追加されている。なお、敵キャラクター使用の有無はゲーム開始時に選択することができる。

操作キャラクター
使用時はBGMがLeft 4 Dead2の物に変わる。
コーチ
クリスのモデル替えキャラクター。恰幅のいい黒人男性。装備はショットガン、ライトニングホーク、ロケットランチャー。
ニック
レオンのモデル替えキャラクター。痩身の中年男性。装備はアサルトライフルRN、グレネードランチャー。
エリス
ピアーズのモデル替えキャラクター。帽子を被った青年。装備はハンドガン909、セミオートスナイパーライフル、アンチマテリアルライフル。
ロシェル
シェリーのモデル替えキャラクター。紅一点の黒人女性。装備はAB-50、エレファントキラー。
敵キャラクター
一定数の敵を撃破すると出現する。ゲームが進むごとに同時に出現する数も増えていく。
ウィッチ
痩せた女性の姿をした感染者。ブラッドショットのモデル替えキャラクターだが、飛び掛かり攻撃のカウンターのタイミングが通常のゾンビと同じものに変更されている。登場時は専用のBGMが流れる。
タンク
強力なパワーと突進力をもつ上半身が異様に膨れ上がった感染者。ナパドゥのモデル替えキャラクター。登場時は専用のBGMが流れる。

### サバイバーズ
オンライン専用の有料コンテンツ。2～6人対応。
プレイヤーキャラクター同士の対戦モード。乱戦だけでなく2チームに分かれての対戦も可能。各キャラクターの装備はザ・マーセナリーズ時とは変更され、弾薬も少なめになっている(エクストラコスチュームも同様)。各ステージも、一部の通路が封鎖される等の変更がある。
撃破されるとクリーチャーとしての復活となり、この状態で他のプレイヤーを倒すことができた場合にエージェントとして復活できる。制限時間に達するかプレイヤーを全滅させた時点でゲーム終了となる。

### オンスロート
オンライン専用の有料コンテンツ。2人対戦型マーセナリーズ。
基本システムはザ・マーセナリーズと共通で、敵を倒してから一定時間が経過するか撃破数が一定に達した際、コンボ数に比例した数の敵を相手側に送ることができる。各キャラクターの装備はザ・マーセナリーズと同様か、一部が変更された物となる。
制限時間に達するかどちらかのプレイヤーが倒れた時点でゲーム終了となる。

### プレデター
オンライン専用の有料コンテンツ。2～6人対応。
1人が捕縛者ウスタナクを操作し、残りのプレイヤーと戦うモード。ウスタナクの操作プレイヤーは開始時にランダムに決定し、ウスタナクがプレイヤーを全滅させるか制限時間に達した時点でゲーム終了となる。これを参加人数分繰り返し参加プレイヤー全員がウスタナクを操作し終わった時点でリザルト画面に進み、最も成績の良かったプレイヤーが勝者となる。
各プレイヤーの装備はザ・マーセナリーズの物と比べて少ないが、ステージ内には制限時間を減少させるオブジェクトや強力な支援武器が出現する場合がある。
ウスタナクは突進や薙ぎ払いなどの肉弾戦の他、右腕のアームを用いてエージェントを捕獲することができる。また、ステージ内にはウスタナク専用の支援武器が出現する。

### シージ
オンライン専用の有料コンテンツ。2～6人対応。
B.S.A.A.の隊員を一定時間クリーチャーから守り抜くモード。2チームに分かれての対戦となり、一方のチームがエージェント側、もう一方がクリーチャー側を操作する。B.S.A.A.の隊員が倒されるか制限時間に達した時点でゲーム終了となる。その後陣営を入れ替えてのゲームを行い、最終的に隊員を守り抜いた時間が長かったチームが勝利となる。
各プレイヤーの装備はザ・マーセナリーズのものと比べて少なくなっている他、隊員に指示を下すことが可能。ステージ内に制限時間を減少させるオブジェクトが出現する場合がある。
クリーチャーはエージェントハントと同様に何度も復活することが可能である他、強力なB.O.Wをステージ内に出現させるオブジェクトが出現する場合がある。

## ダウンロードコンテンツ
追加要素として以下のダウンロードコンテンツが有料配信されている。スペシャルパッケージには、これらの全てが無料でダウンロードできるダウンロードコードがパッケージに同梱されている。
エクストラコンテンツ用ステージ
- エクストラコンテンツ用ステージ（PS3版：各100円、Xbox 360版：各80MSP）
「空母」「地下鉄 車両基地」「カタコンベ 最下層」がそれぞれ別売。発売当初より配信され、数量限定特典として発売当初のパッケージにダウンロードコードが添付されていた。
- エクストラコンテンツ用ステージパックA（PS3版：200円、Xbox 360版：160MSP）
「イドニア 内戦後」「マグマ制御室 動力炉」。2012年12月4日配信。
- エクストラコンテンツ用ステージパックB（PS3版：200円、Xbox 360版：160MSP）
「クアッドタワー屋上」「海底基地 研究所」。2013年1月29日配信。
- ステージオールインワンパック。（PS3版500円、Xbox 360版400MSP）
上記の7ステージ全てがセットになったもの。2013年3月5日配信。

エクストラコンテンツ
- サバイバーズ（PS3版:400円、Xbox 360版:320MSP）
Xbox 360版は2012年12月18日、PS3版は2013年2月19日配信。
- プレデター（PS3版:400円、Xbox 360版:320MSP）
Xbox 360版は2012年12月18日、PS3版は2013年2月19日配信。
- オンスロート（PS3版:400円、Xbox 360版:320MSP）
Xbox 360版は2012年12月18日、PS3版は2013年2月19日配信。
- シージ（PS3版:400円、Xbox 360版:320MSP）
2013年3月5日配信。
- エクストラ コンテンツ モードパック（Xbox 360版:720MP）
サバイバーズ、プレデター、オンスロートの3コンテンツのセット。2012年12月18日配信。
- エクストラ コンテンツ モードパック（PS3版:1000円）
シージも含む全てのエクストラコンテンツのセット。2013年3月19日配信。

その他
- 日本語ボイスパック（PS3版：200円、Xbox 360版：160MSP）
ゲーム本編を日本語音声でプレイできるようになる（ただしジュアヴォの発音はそのまま外国語）。2013年8月8日配信。
データ量は7.6GB

## WEBサービス
今回はシリーズとしては初めてパソコンとスマートフォンを使用したWebサービスを行う。名前はRESIDENTEVIL.NET。
主な内容
- ザ・マーセナリーズにてフレンドがハイスコアを更新した情報の通知
- オンラインイベント
- 専用ポイントREポイントを貯めコスチュームなどの購入が可能
- ウェブバッチ
- ワールドレコード
- フレンド比較ウェブバッチ
- フレンド比較キル数

## 主なスタッフ
- エグゼクティブプロデューサー：小林裕幸
- シナリオ：菅正太郎、山下宏
- プロデューサー：平林良章
- ディレクター：佐々木栄一郎